# 馬尼拉人質事件
馬尼拉人質事件，菲律賓政府稱為黎剎公園人質事件（英語：Rizal Park Hostage-taking Incident），香港政府稱為馬尼拉人質事件（英語：Manila Hostage Crisis）或菲律賓人質事件，是一场发生于2010年8月23日的劫持事件。菲港兩地政府在達成解決方案的聯合公報，英文統稱為基里諾大看台事件（英語：Quirino Grandstand Incident）。中國政府稱為8·23香港人質事件。
2010年8月23日菲律賓馬尼拉時間上午約9時半，被革除的菲律賓國家警察前高級督察羅蘭多·門多薩強行登上一輛屬於香港康泰旅行社旅行團的旅遊巴士，挾持車上包括遊客、司機、導遊、領隊和攝影師，共25名人質，要求菲律賓政府恢復其職務。綁匪先後釋放了9名人質，另外1名菲律賓籍司機人質成功逃脫。事件持續近10小時後，匪徒與特種武器和戰術部隊爆發槍戰，救援行動多次暫停，後者進攻逾1小時後，最終由狙擊手擊斃綁匪。事件持續12小時後，以15名人質中7名受傷、8名死亡，及匪徒死亡告終。
事件造成菲律賓共和國與香港關係緊張。香港先後向菲律賓發出黑色外遊警示，暫停菲律賓外交或公務護照持有人14天免簽訪港安排作為制裁措施，直到港菲兩地政府在2014年4月23日達成最終方案，始降低警告級別。
事件發生後逾七年半，在2018年4月12日，菲律賓總統杜特蒂第二度訪問香港期間，首次以總統身份正式向香港道歉。事件中的康泰旅行社表示希望傷者及家人釋懷、重新生活，又指考慮到其他的因素，故此直到2022年結業也沒有重新開團。但在2012年2月，康泰不顧香港政府對菲律賓發出黑色旅遊警告下，聯同一團購網開辦菲律賓旅行團，而且沒有在行程單張寫明菲律賓及黑色旅遊警告。

## 背景

### 匪徒
羅蘭多·門多薩毕业于菲律宾大学犯罪学学士学位；於1981年加入菲律宾警察部队分部（马尼拉警察分局）；於1991年加入於同年成立的菲律宾国家警察，并且获得3级高等警官職衔，後來升任高級督察，於1986年被國際青年商會選為菲律賓十大傑出警察，先後获得「国家警察局效率奖」、「国家警察局功勋奖章」及「国家警察局服务奖章」等共17项荣誉。
1990年代，他涉嫌持械抢劫及強姦而被起訴，但是由於受害人無現身指證，案件最後不了了之。2008年，他涉嫌勒索而被停止職務，次年被菲律賓国家警察革職，同时被剥夺了原來將於2011年1月获得的一切退休福利，亦不再具有担任任何公职资格。門多薩堅信自己最終會被復職，事發前兩年菲律賓國家警察3次去信要求他歸還M16自動步槍不果。而涉案的另外一支點45口徑曲尺手槍也被證實為失槍。

### 旅行團
涉事旅行團為香港康泰旅行社在馬尼拉的一組4日3晚旅行團，編號為PMK04-100820-PRO，於2010年8月20日出發，事發當日為該旅行團的最後一日行程，原訂當晚返回香港。他們所乘坐的車牌TUU-799旅遊巴士共載有23人，包括20名團友、1名香港領隊、1名本地導遊和本地司機，團員年齡介乎4歲至72歲，包括17名成人和3名小童，共12女、8男。

### 治安情況及槍械管制
旅遊業是菲律賓的重要產業之一，惟治安長年欠佳，而且政府貪污腐敗，槍械管制寬鬆，加上失業和貧窮等社會問題嚴重，針對外國遊客及華人的搶劫及綁架罪案長年不息。由於富人集中於馬尼拉大都會居住，因此該處的綁架案件幾乎日日發生，被稱為「綁架之都」。
根據法例，每名菲律賓公民均可以經註冊后擁有一把手槍及一把霰彈槍，但監管的制度很薄弱，估計在菲律賓市面上有約兩百萬支槍械流通，從黑市購買槍械及槍牌轉讓情況隨處可見，也有不少警察在離職或退休後會繼續持有警察槍械。
| 年份            | 记录在案的 罪案数 | 记录在案的 绑架案数        | 绑架案 受害人数 | 备注 |
| --------------- | ----------------- | -------------------------- | --------------- | --- |
| 2008            | 62,148            | 135                        | —               | 每个月均有绑架案发生。 |
| 2009            | 101,798           | 138 自1995年有记录以来最高 | 143             | 138宗绑架案中，79宗要求赎金，另外59宗与叛乱、恐怖主义等有关；82宗发生在棉兰老岛，29宗发生在吕宋岛，马尼拉都会区有24宗，另外3宗发生在米沙鄢群岛；受害人之中至少116个为菲律宾人；143个受害人中，46个仍然被绑架，38个已获释放，31人被救出，13人被杀，10人死于绑架失败，5人逃脱。 |
| 2010 （上半年） | —                 | 56                         | 73              | 绑架案多數发生在棉兰老岛。 |

## 事件經過

### 準備及挾持過程

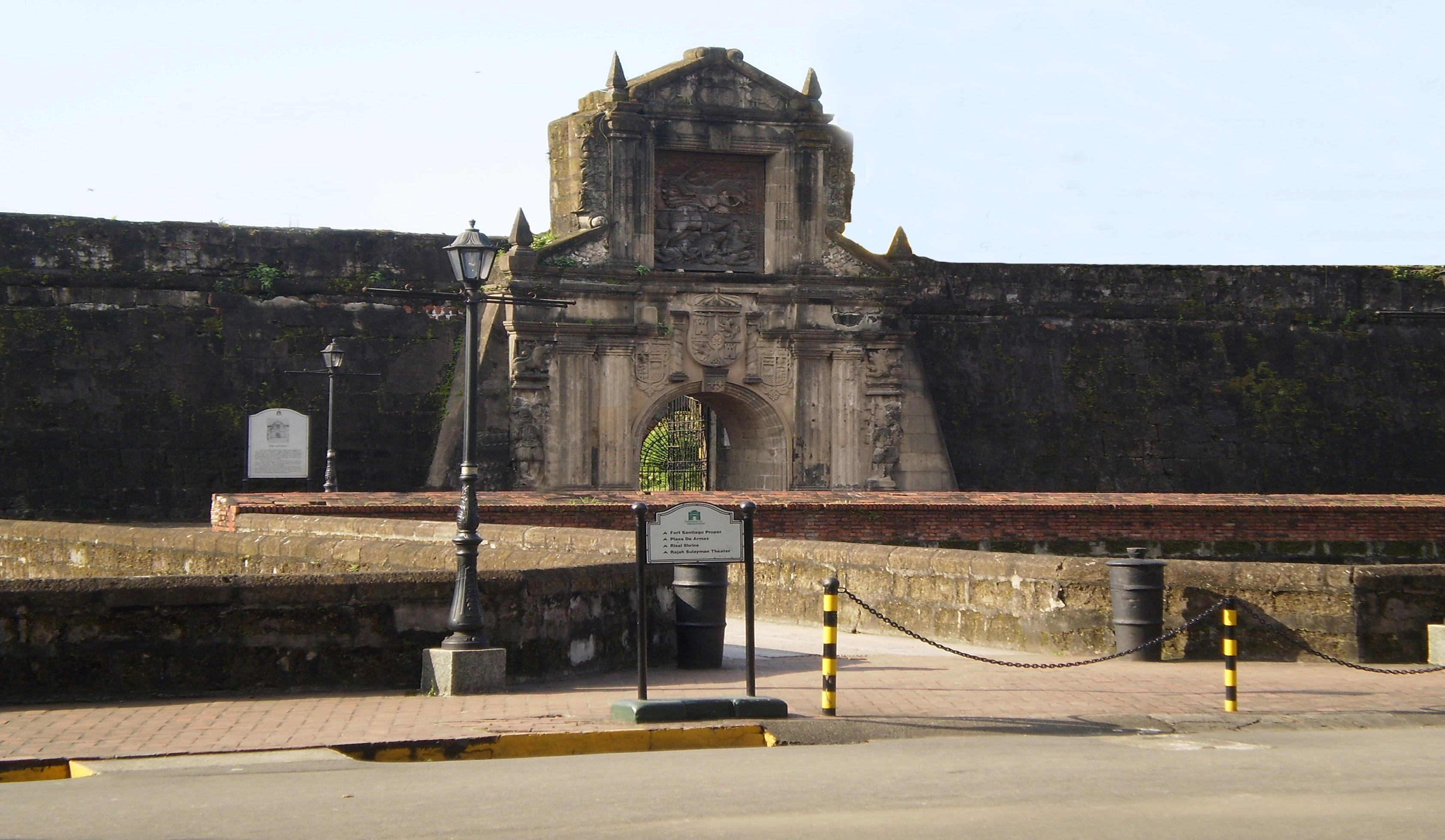
馬尼拉的聖地牙哥堡，是事件中人質最後遊覽的景點

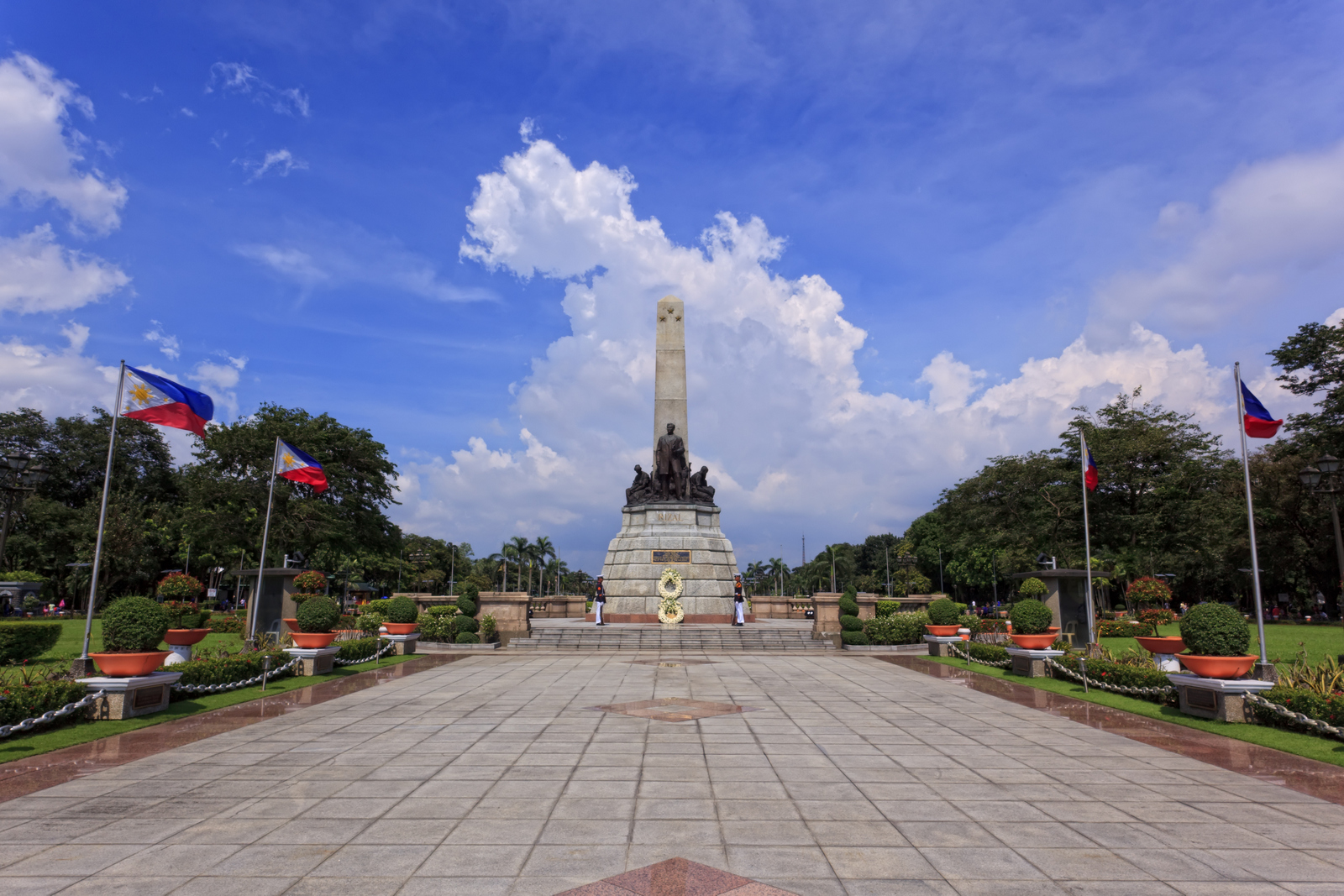
黎剎公園內的黎剎紀念碑，人質在事發前曾於碑前合照

2010年8月23日上午6時10分，身處塔里扎伊爾市的槍手門多薩，請求他的好友梅莉西亞·岡薩雷斯（Melecia Gonzales）陪同他前往馬尼拉，向警方交還槍械。她曾詢問門多薩為何身穿警服及迷彩服，他藉詞稱交還槍械須穿著制服，兩人於6時30分驅車前往馬尼拉。門多薩在車程中曾向她表示，槍械由馬尼拉當局發放，必須到當地交還:12。兩人約7時半抵達馬尼拉岷倫洛區（唐人街）吃早餐，約8時10分抵達聖地牙哥堡停車場，兩人下車到古堡遊覽片刻，其後驅車兩度經過古堡200米外的安達迴旋處（Anda Circle），該處為外國旅行團參觀古堡的上落車地點。最終兩人在附近的前西班牙總督府（Palacio del Gobernador）外停車，門多薩從後車廂取出背包及長槍，並叫她駕車回家，自己則在附近徘徊:12。
康泰旅行團在9時前抵達古堡，不久，門多薩走近康泰旅遊巴士，首先向菲籍攝影師尼德路詢問旅行團的目的地，尼德路回應指旅行團準備前往機場，門多薩答道：「多幸運，我會跟你同行」，隨即登車表露警員身份。尼德路及菲籍導遊林友蘭曾拒絕他登車，又打算向古堡守衛求助，但被他命令關上車門及後退，門多薩要求司機盧邦把旅遊巴士駛至黎剎公園。當旅遊巴士駛經安達迴旋處，門多薩向團友宣布：「對不起，你們現在是我的人質！」
門多薩當時允許人質聯絡親友及警察，林友蘭以手機短訊通知接待旅行社發生挾持事件，而領隊謝廷駿致電康泰旅行社:12-14，先後向香港區客戶服務部職員王敏儀及助理經理陳小冰報告，指：「依家有咗好大鑊嘅問題……有個軍人上咗我部車挾持咗我哋成部車，佢有兩把槍（現在有了很嚴重的問題……有一個軍人上了我的車，挾持了我們整輛車，他有兩支槍）。」陳小冰讓謝廷駿確保團友冷靜，以免觸怒槍手，通話時間共1分29秒。門多薩隨後要求林友蘭收起所有手機，並在9時30分致電好友岡薩雷斯告知她已挾持旅遊巴士，叫她收看電視後掛斷電話:12-14。
當旅遊巴士駛至黎剎公園附近的馬尼拉酒店，門多薩要求司機盧邦駛至公園內的基尼諾大看台（Quirino Grandstand）前，並於9時50分左右抵達。門多薩用手銬把盧邦左手銬在駕駛盤上，命令把車橫放於馬路中間，令該段行車線全線封閉。林友蘭向接待旅行社發送短訊「Host.ge in mnl rizal park」，指被挾持到黎剎公園，旅行社助理經理盧爾德斯·阿曼錫（Lourdes Amansec）其後聯絡到尼德路，並有簡短交談:12-14。

### 談判及釋放部分人質

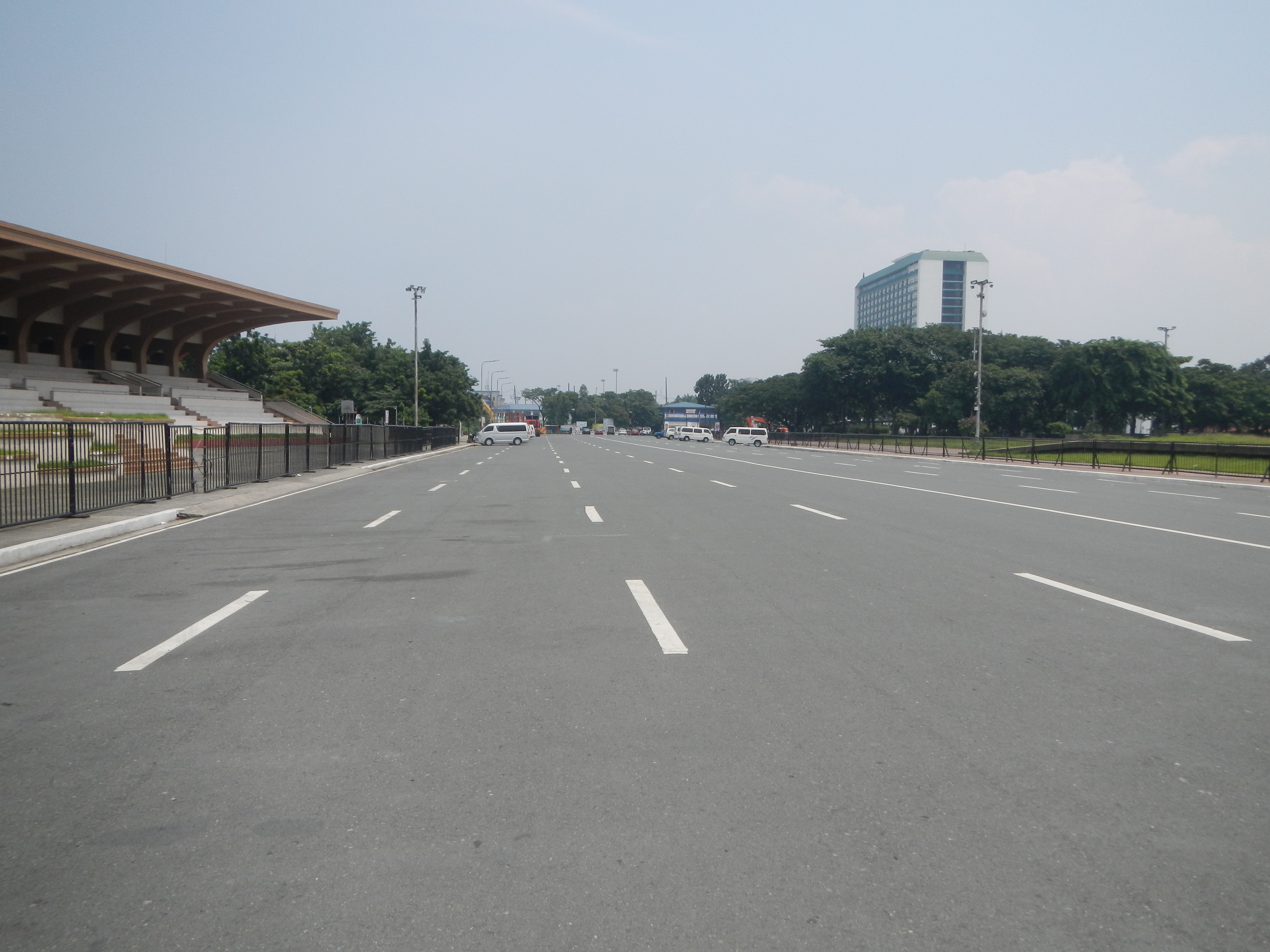
基尼諾大看台前的馬路，是旅遊巴事發時被挾持的停泊位置

門多薩從背包中取出一些紙張，命令林友蘭貼在旅遊巴士的擋風玻璃上，向團友講述自己被警方開除，聲稱是下屬犯錯，自己無辜，又要求人質合作，指會在15時前釋放他們。其後門多薩要求林友蘭致電接待旅行社，自己則致電一名以「Pare」稱呼的人，期間門多薩對電話稱：「現在你看到自己做過甚麼，我單人匹馬就在大看台……我的勝利就是我們的勝利。」:15-17。
接待旅行社助理經理阿曼錫與職員驅車經過康泰旅遊巴士，確定旅遊巴士遭槍手挾持，於是到馬尼拉酒店附近的警崗報警，但當值警員不相信，於是她帶警員到現場附近的一家餐廳，其中一名警員透過無線電匯報事件。其後，司機盧邦致電阿曼錫報平安，並把電話交給門多薩，他向阿曼錫表示只要求復職及取回福利，不會傷害人質。偕同她的警員獲知槍手身份，要求增援，警方談判專家羅梅羅·薩爾瓦多（Romeo Salvador）及奧蘭多·耶夫拉（Orlando Yebra）在10時許抵達現場，馬尼拉警區首長馬格提貝亦於10時10分到場指揮。馬尼拉市長林雯洛在10時許的例行會議獲悉事件，要求副市長莫雷諾趕到現場善後:15-17。
約10時30分，團友李徐鳳群舉手稱感到肚痛，門多薩命令林友蘭陪同她離開旅遊巴士找廁所，他對林說：「你下去報警，我也會跟他們說我挾持了這旅遊巴士的人質。」警方及傳媒其後接觸獲釋的兩人，而阿曼錫亦將司機盧邦的手機號碼提供給警方，試圖聯絡車內的門多薩。李徐鳳群、林友蘭及阿曼錫其後被帶到警崗，但只有紅十字會人員向他們索取人質姓名，並無警察向他們查問:18。香港入境事務處1868熱線在11時許接獲旅遊業界通報事件，當局即時致電外交部駐港特派員公署及中國駐菲律賓大使館要求支援；保安局亦致電菲律賓駐港總領事館，要求菲律賓政府以旅客安全為首要考慮及妥善處理事件。
談判專家薩爾瓦多在11時前透過盧邦的手機聯絡門多薩，獲准走近旅遊巴士司機席旁的窗戶，展開談判。門多薩向他要求即時復職，若當局答允願意自行鎖上手銬自首，又要求他抄錄玻璃上給申訴專員的陳情書。薩爾瓦多提出以提供食物及飲料交換人質，但遭到門多薩以擔心食物被下毒为由而拒絕。談判在11時許由耶夫拉接手，門多薩向他遞上文件要求親身送到司法部長德利馬，並匯報給現場危機小組。隨後耶夫拉被命令到黎剎警崗匯報，副市長莫雷諾建議把文件送交申訴專員公署較為合適。
12時許，門多薩同意釋放團友曾懿麗及其兩名子女（10歲的傅澤賢及4歲的傅頌賢）。當曾懿麗走到第3、4排座位，見到楊綺華回頭望她，故她望向楊的兒子汪政逸，門多薩見狀問她，汪政逸是否是其兒子，曾詐稱對方是親戚，於是也讓她把汪政逸帶下車，當時汪父汪子林一度站立問道：「做咩帶走我個仔？（為何帶走我兒子？）」曾輕聲問汪政逸︰「跟唔跟阿姨走？（跟阿姨離開嗎？）」汪政逸點頭，曾見汪太沒有異議，遂將他帶走，此時其丈夫傅卓仁亦站起來，但被槍手兩度喝止，她要求丈夫坐下後帶同3名小童離開旅遊巴士。此時，神父羅貝托·雅歌喬（Roberto Agojo）到場要求與門多薩對話，被薩爾瓦多拒絕:19-20。
副市長莫雷諾在中午抵達事發現場與警方開會，並自願到15公里外的奎松市申訴專員辦公室，親自與專員交涉。門多薩透過談判專家向莫雷諾道謝，並於12時30分與莫雷諾有簡短的電話交談:19-20。總統阿基諾三世在13時許聽取菲律賓國家警察及內政部簡報後，下令派遣特別行動部隊到場戒備，同時派遣救護車到達現場候命。身處現場的馬格提貝被告知有關命令，於13時許首度與擔任危機處理小組主席的市長林雯洛接觸，林於13時30分向阿基諾三世電話匯報人質安全及談判進展。14時許，門多薩接過電話後，詢問車上是否有糖尿病人，團友李奕彪示意後，以兩名在紀念公園為遊客拍照的攝影師作交換人質而獲釋，期間團友羅錦芬一度以協助他下車為由起身跟隨，但遭門多薩阻止:19-20。
14時30分，由旅行社提供的飯盒送往車上，但門多薩未有與人質一同進食。警方應門多薩要求為旅遊巴士加油，成功換取釋放菲籍攝影師利哥·告魯斯。團友陳國柱曾與坐在旁邊的謝廷駿商討使用太平門逃走的可行性，最終擔心槍手會傷害其他人質而放棄，英國駐馬尼拉大使館及香港旅遊發展局人員到場了解事件。槍手先後在旅遊巴士車門或車窗貼出以下3張字條：
「BIG MISTAKE TO CORRECT A BIG WRONG DECISION（以大錯糾正一個大錯決定）」、
「BIG DEAL WILL START AFTER 3:00PM TODAY（今天下午3時正後將有大事發生）」、
「3:00PM TODAY DEAD LOCK（今天下午3時最後期限）」。此舉一度令現場氣氛變得非常緊張，幸好到下午3時正，槍手只揭開窗簾外望，未見異樣。
門多薩任職警員的弟弟格雷戈里奧·門多薩其後到場，擅自走近旅遊巴士，被薩爾瓦多強行沒收配槍。門多薩在旅遊巴士大叫道：「這是我的弟弟，他還是警察，為何奪去他的配槍？」要求談判人員即時交還。15時，門多薩要求GMA電視台女記者蘇珊·恩里克斯（Susan Enriquez）到場，並走到車尾位置:21-22。副市長莫雷諾再度致電門多薩，問他是否希望與申訴專員交談，並安排他與副申訴專員古鐵雷斯通電話，門多薩向他怒斥：「你這個混蛋，你就我的案件索款15萬披索，這裏有人死的話都是你的錯！」:21-22。門多薩其後獲保證重新審視個案，而莫雷諾亦要求他再釋放5名人質，門多薩表示會考慮，並再度要求食物與水。16時許，門多薩釋放曾以照顧團友為由，拒絕離開的菲籍攝影師尼德路，莫雷諾再度與門多薩通電話，不滿對方只是釋放多1名人質:21-22。
17時，門多薩拒絕談判人員要求在旅遊巴士外訪問的要求，而馬格提貝亦不准許記者登車，隨即要求女記者依安立奎及攝影師離開現場。市長林雯洛在17時10分首度抵達黎剎警崗，並與格雷戈里奧會面。包括狙擊手等16名特别行动隊队员於17時30分抵達看台南端待命:23。副市長莫雷諾其後亦抵達警崗，並在格雷戈里奧在場下閱讀申訴專員發出的信件，格雷戈里奧認同信件能解決事件後，偕同兩名談判人員帶同信件走近旅遊巴士。

### 情況惡化
門多薩在18時03分起接受電台棉蘭老島廣播網（Radyo Mo Nationwide，簡稱RMN）的電話訪問，表示希望收到申訴專員的復職信，主持人其後訪問司機盧邦。談判人員耶夫拉於18時14分向門多薩遞上申訴專員回信，並應主持人要求即場宣讀，門多薩聽罷直斥信件是垃圾，他需要知道專員是維持抑或推翻決定，而非重新審視復職申請，一直拖延他的個案，又道「我不是要這些，我要的是（復職的）命令」。萨尔瓦多回應與耶夫拉再度商討，又要求事件盡快落幕，門多薩稱以後再談。耶夫拉听取了萨尔瓦多的报告后提出，可以向市长林雯洛或馬格提貝申请批发一份临时复职令，门多萨答应可以以此作为妥协方案。此時格雷戈里奧突然向門多薩指稱，自己的配槍仍未被交還，又向他說：「哥哥，若他們不交還我的配槍，別達成協議」，門多薩斥責耶夫拉是騙子，要他離開，耶夫拉只好带着格雷戈里奧一同回去，門多薩於18時20分向談判人員開槍，但無擊中:25。
耶夫拉其後斥責格雷戈里奧，「你在做甚麼？你只關心你的槍。你說過可以幫我們，結果你就在亂事」，並向馬尼拉警區首長馬格提貝指格雷戈里奧是共犯，要求將他拘捕，其後市長林雯洛下令對格雷戈里奧扣上手銬，並帶往警察總部問話。另一方面，市長林雯洛在與警方高層開會後，并没有就签发临时文件的问题达成一致。18時45分，林雯洛與馬格提貝等人前往附近一间中餐館用膳，又稱「這根本是場等待的遊戲，等一下吧，可能他疲倦，缺乏睡覺，就會棄械投降」，在場待命的特別行動部隊未有接獲行動命令，而被告知馬格提貝将行动交由特種武器和戰術部隊接手:25。
18時許，門多薩要求領隊謝廷駿從車尾走到車門，並將他鎖上手銬，繫在車門的扶手上。門多薩在18時30分恢復接受RMN的電話訪問，期間威脅談判破裂會殺害謝廷駿，稱社會不公義，期間應主持人要求，曾經給團友楊綺華接受訪問:26，楊以簡單英語表示「OK，but afraid（很好，但害怕）」，又指自己15歲女兒汪綽瑤仍在車上。
約19時15分，格雷戈里奧由警署押往警察總部被在場傳媒發現，他在鏡頭前跪地喊冤稱：「他們會殺我！他們會殺我！我不是共犯！」他的子女及妻子亦一同聲援，雙方激烈拉扯，場面混亂，儘管警方要求停止錄影，但片段仍然被實時直播。門多薩在旅遊巴士車頭位置收看電視新聞，見到親人被捕，情緒轉趨激動，威脅說：「釋放我的弟弟，他是無辜的！如果不釋放他，我會殺害所有人」，並對着手機大喊「LAST 15 MINUTES!（最後15分鐘）」及「LAST 5 MINUTES!（最後5分鐘）」，團友較早前已經意識到槍手可能動手，曾經計畫如何反抗和自保，領隊謝廷駿、團友李瀅銓、陳國柱及梁錦榮曾商討合力制服槍手，但各人商量後認為門多薩「侵略性不算大」，擔心行動失敗會累及團友而未有行動。梁錦榮向陳國柱稱必要時試圖制服匪徒:26。

### 流血告終
19時21分，門多薩對電台主持人威脅指警方若帶走格雷戈里奧，會先殺死在車頭的人質（即領隊謝廷駿）；主持人邁克爾·羅加斯（Michael Rogas）要求他冷靜，並稱會將其要求向警方轉達，隨即傳出槍聲及哭叫聲。此時，門多薩先射殺車門位置的謝廷駿，再走向前排的易小玲開槍，易中槍後一直保持姿勢，合上兩眼坐在座位上裝死。傅卓仁及梁錦榮隨即撲向門多薩，傅卓仁推開槍嘴，大叫「唔好！（不要！）」槍手立即後退一步，並向距離約十呎的傅連開兩槍，他胸腹中槍倒地，接著朝撲向他的梁錦榮開了一槍，梁錦榮胸口中槍即時倒地，一同衝出打算制服匪徒的陳國柱被逼退回座位。
門多薩其後從車頭走到車尾，一左一右以瞄準頭部的方式向團友開槍，先後射殺梁頌詩、汪子林、楊綺琴及楊綺華。門多薩最後向車尾的陳國柱開槍，他本能舉起裝有水瓶的尼龍袋背包擋子彈，結果尼龍袋被炸飛、雙手重創躺在座位上。梁頌儀欲爬往受傷兄長梁頌學身邊，結果被槍手開兩槍打死:28-29。
門多薩其後走到旅遊巴士第6排準備向車外迎擊，期間他透過電話向主持人要求警方放人，威脅會殺害更多人質，在19時30分掛斷電話。門多薩命令司機盧邦把旅遊巴士前進，但警員擊中輪胎，旅遊巴士移動一段短距離後停下。盧邦要求門多薩釋放他，獲對方同意，並利用指甲鉗打開手銬成功逃脫，由司機席旁邊的門窗跑向警方，宣稱車上人質全部被殺。談判人員嘗試聯絡門多薩，但直至20時仍未接通:28-29。
馬格提貝確定槍聲後命令進攻，由3個小隊組成的特種武器和戰術部隊於19時35分包圍旅遊巴士，門多薩以M16自動步槍在車內開火，而攻堅部隊以鐵鎚企圖擊破車窗的強化玻璃不果，並於20時09分報告未能從缺口進入車內:28-29。他們向巴士投擲自購的螢光棒，又試圖用警車和繩索強行拉開在車前方的推入式車門，但是繩索在拉扯下繩結鬆開，攻堅行動直到20時11分仍然膠著。指揮官其後命令特別行動部隊聯合攻堅，20時16分以梯子接駁成功開啟的太平門，但是警員進入即遭到門多薩伏擊開火，警察踏入一步後即被連開4槍，子彈打在防彈盾上，持盾警員急忙逃退。其后，馬格提貝被撤销现场指挥官权限，特别行动队全盘接手行动。
期間槍手突然用M16突擊步槍向車外亂槍掃射，至少射擊20發子彈，留下1至2排共逾20個子彈孔。在現場採訪的香港無綫電視新聞部工程人員溫明及一名當地小童均被流彈擊中，分別擦傷腹部及被擊中腿部。在特別行動部隊施放3枚催淚彈下，門多薩走到旅遊巴士前方，在20時41分被狙擊手射擊擊中致命，屍體跌出旅遊巴士的正車門外。此時，警察登車要求輕傷者從旅遊巴士後門跳出，重傷者則留待救護人員登車處理，人質挾持事件終告結束:29-30。
另一方面，警察总局在当晚19时許签署了门多萨期望的正式复职令，然而萨尔瓦多将其带往劫持现场时，因为严重交通堵塞而耽误了时间。萨尔瓦多曾經多次拨打门多萨的手机，惟由于一直忙音无法接通。最终萨尔瓦多赶到现场时，门多萨已经射杀人质。

## 解救及善後安排

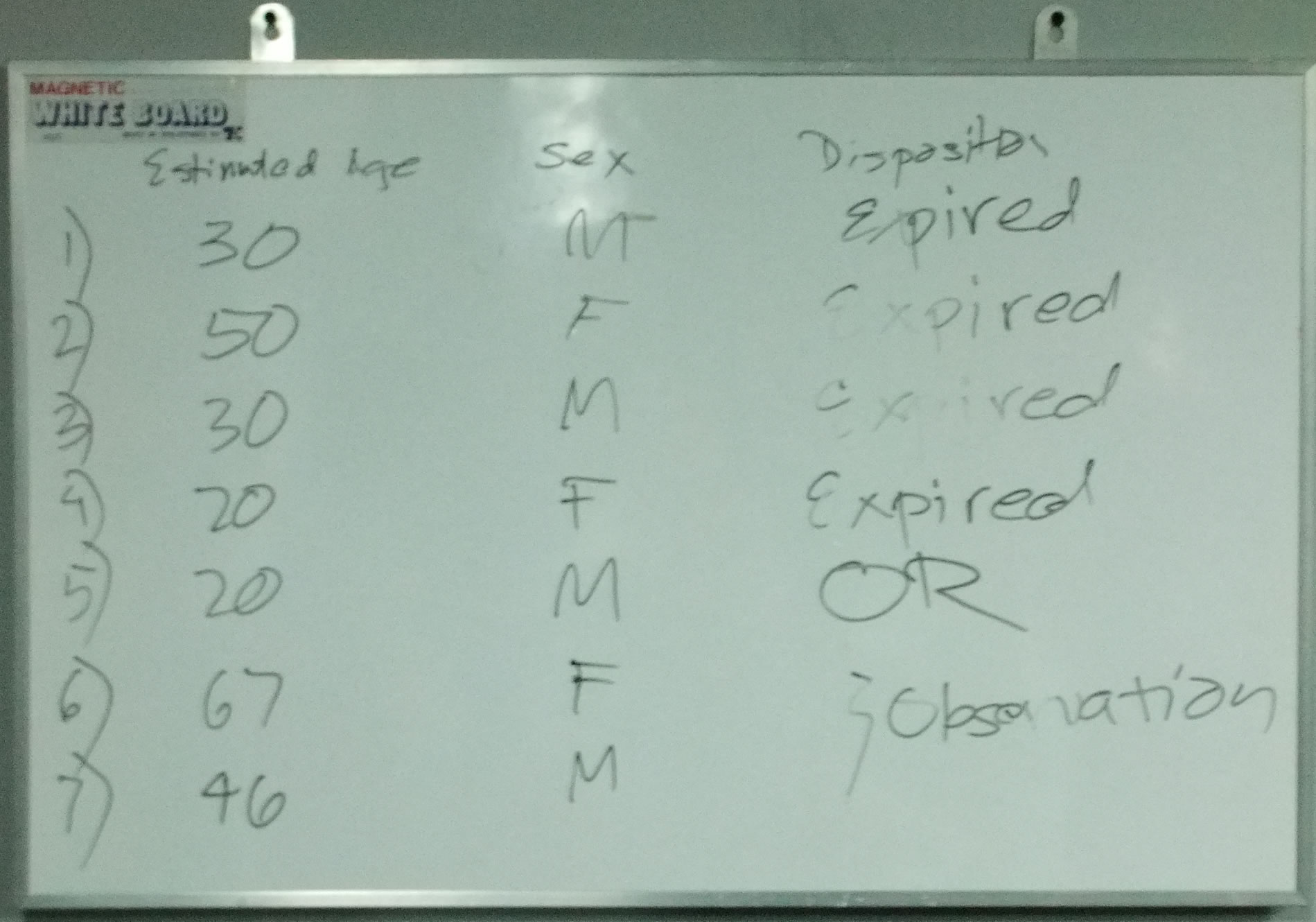
事件發生後掛於接收急救的馬尼拉崇仰總醫院之公告牌，顯示4人到院時已證實死亡

菲律賓警察的解救行動緩慢，沒有主動協助車上的乘客離開，反而要求對方自行步出旅遊巴士。首名離開旅遊巴士的人質是陳國柱，接着是李瀅銓、其母羅錦芬、汪綽瑤和梁吳幼媛。受傷的梁頌學及易小玲被抬離車廂。所有人質於晚上9時30分左右被救出。所有人质获救之后，现场一度混乱。大量记者和围观者涌入现场甚至进入旅游大巴车厢。约十分钟后，警方在内政部长林炳智（傑西·羅布雷多）的建议下开始封锁现场。
事發後死傷者陸續送往多間醫院，但是過程相當混亂，手部中槍的陳國柱，與李瀅銓和羅錦芬被安排登上一輛無篷的吉普車，一直被雨淋了近20分鐘，才被安排登上救護車，但是車上沒有任何的基本救護設備，當陳國柱向護士索取繃帶，對方则让他自己按着傷口。送抵醫院後，亦得不到即時的護理。傷者楊綺華被送到崇仰總醫院，但是醫院保安員指出，該醫院不能夠再接收任何緊急傷者，結果她被轉為送到2公里外的馬尼拉市立醫院（Ospital ng Maynila），但在中途無心跳，可能因延誤導而失救死亡。事發後，香港醫院管理局派出由8名人員所組成的境外醫療支援隊在8月24日到達馬尼拉，協助當地醫療支援。
在事件中獲得釋放的團員李奕彪夫婦在8月24日跟隨另外一個提前結束行程的康泰旅行團返回香港。其餘大部分死傷者及家屬則由香港政府包機在8月25日傍晚接載返回香港。菲律賓政府及香港政府分別在馬尼拉機場及香港國際機場為8名死者舉行哀悼儀式，受傷團員陳國柱和汪綽瑤其後被送往威爾斯親王醫院治理。下顎遭到重創的易小玲在保險公司安排下乘搭醫療專機在同月25日晚間11時抵達香港，亦被送往威爾斯親王醫院救治。至於頭部遭到重擊而昏迷的梁頌學與倖存的母親吳幼媛則獲得安排搭乘醫療專機，在8月27日返回香港，被送往屯門醫院接受手術。第一批醫療專機其中包含由醫療專用私人飛機及國泰航空公司的專機在8月25，26日接載病人回香港後，到梁頌學需要緊急返回香港時，由於醫療專用私人飛機前期已執行幾趟任務接易小玲等病人，醫療專用私人飛機機組人員必須休息以符合航空安全法規，導致梁頌學回香港時在香港沒有可即時遣派的醫療專用私人飛機，幸而最後在中國北京有其他醫療專機可用，最後醫療專用私人飛機零晨2時由北京調到菲律賓接載梁頌學回香港。
時任香港行政長官曾蔭權於8月27日宣布，在家屬同意下，決定安排死者永久安葬於景仰園。香港政府解釋，遇難者雖然經歷了極度恐懼，但是在危難中展現了大愛精神和人性光輝，有關家屬成員則承受了無比傷痛，因此特別安排遇難者可以永久安葬於景仰園。最終謝廷駿的遺屬要求安葬於鑽石山墳場以方便拜祭，梁錦榮與兩名女兒則安葬於長沙灣天主教墳場，日後可能運往加拿大永久安葬。另外4名遇難者則安葬於景仰園。遇難團員傅卓仁在2010年9月5日安葬於景仰園，成為首名安葬於景仰園的安息者。

## 人質名單
事件共造成8死7傷。下表參考：

### 死者
| 中文名 | 英文名                 | 年齡 | 性別 | 傷勢                                                | 身份 | 國（本）籍             |
| ------ | ---------------------- | ---- | ---- | --------------------------------------------------- | --- | ---------------------- |
| 梁錦榮 | Leung Kam Wing, Ken    | 58   | 男   | 兩槍打穿胸部，右臂中1枪                             | 團友／Stadium Asia董事總經理／香港中小型企業聯合會副會長／香港大學工業及製造系統工程系校友／天主教伍華中學校友／慈雲山天主教小學校友 | 加拿大                 |
| 梁頌詩 | Leung Chung See, Doris | 21   | 女   | 后脑右背部中1枪                                     | 團友／梁錦榮、吳幼媛長女／多倫多大學士嘉堡分校英文系學生                                                                             | 加拿大                 |
| 梁頌儀 | Leung Song Yi, Jessie  | 14   | 女   | 左胸和腋下各中1枪                                   | 團友／梁錦榮、吳幼媛幼女／香港管理專業協會李國寶中學學生                                                                             | 加拿大                 |
| 汪子林 | Wong Tze Lam           | 51   | 男   | 右背部中1槍                                         | 團友／港鐵車務策劃及支援主任 | 中华人民共和国（香港） |
| 楊綺華 | Yeung Yee Wa           | 44   | 女   | 左邊頸骨中1槍，打碎了右邊三條胸骨、右邊肺部也受破壞 | 團友／汪子林妻子／楊綺琴妹妹／中華傳道會安柱中學校友                                                                                 | 中华人民共和国（香港） |
| 楊綺琴 | Yeung Yee Kam          | 46   | 女   | 頭部中1槍                                           | 團友／楊綺華姊姊／香港消防處助理文書主任                                                                                             | 中华人民共和国（香港） |
| 傅卓仁 | Fu Cheuk Yan           | 39   | 男   | 左边身躯中2枪                                       | 團友／建銀國際綜合發展部行政及綜合事務行政經理／香港城市大學商業學高級文憑校友                                                       | 中华人民共和国（香港） |
| 謝廷駿 | Tse Ting Chunn, Masa   | 31   | 男   | 頸部中1槍                                           | 香港康泰旅行社領隊 | 中华人民共和国（香港） |

### 人質傷者
| 中文名字 | 英文名字              | 年齡 | 性別 | 傷勢                           | 身份                                                                                            | 國（本）籍             |
| -------- | --------------------- | ---- | ---- | ------------------------------ | ----------------------------------------------------------------------------------------------- | ---------------------- |
| 吳幼媛   | Ng Yau Woon, Amy      | 53   | 女   | 輕傷                           | 團友 梁家 梁錦榮太太                                                                            | 加拿大                 |
| 梁頌學   | Leung Song Xue, Jason | 18   | 男   | 頭部受硬物撞擊                 | 團友 梁家 梁錦榮、吳幼媛兒子 彼德堡市川頓大學學生 多倫多寶迪學院 香港管理專業協會李國寶中學校友 | 加拿大                 |
| 汪綽瑤   | Wong Cheuk Yu, Tracey | 15   | 女   | 腳部受輕傷                     | 團友 汪家 汪子林、楊綺華女兒 汪政逸胞姊 荃灣官立中學學生                                        | 中华人民共和国（香港） |
| 陳國柱   | Chan Kwok Chu, Joe    | 46   | 男   | 雙手手腕中槍                   | 團友 易小玲男友                                                                                 | 中华人民共和国（香港） |
| 易小玲   | Yik Siu Ling          | 32   | 女   | 下顎中槍碎裂變形，右手兩指折斷 | 團友 陳國柱女友                                                                                 | 中华人民共和国（香港） |
| 羅錦芬   | Lo Kam Fun            | 66   | 女   | 輕傷                           | 團友 李瀅銓母親                                                                                 | 中华人民共和国（香港） |
| 李瀅銓   | Lee Ying Chuen        | 36   | 女   | 輕傷                           | 團友 羅錦芬女兒                                                                                 | 中华人民共和国（香港） |

### 獲釋及逃脫人質
| 中文名                | 英文名                | 年齡 | 性別 | 身份                                                                               | 獲釋或逃脫時間                              | 國（本）籍             |
| --------------------- | --------------------- | ---- | ---- | ---------------------------------------------------------------------------------- | ------------------------------------------- | ---------------------- |
| 林友蘭                | Diana Chan            | 32   | 女   | 菲籍導遊                                                                           | 上午11時正 獲釋                             | 菲律賓                 |
| 利哥·告魯斯（音譯）   | Rigor Cruz            | 19   | 男   | 菲籍攝影人員 上午11時交換人質                                                      | 下午3時半或4時半 獲釋                       | 菲律賓                 |
| 丹尼路·美德路（音譯） | Danilo Medril         | 64   | 男   | 菲籍攝影人員 上午11時交換人質                                                      | 下午3時半 獲釋                              | 菲律賓                 |
| 阿貝托·盧邦（音譯）   | Alberto Lubang        | 38   | 男   | 菲籍巴士司机                                                                       | 晚上7時半 趁亂逃脫                          | 菲律賓                 |
| 李奕彪                | Li Yick Biu           | 72   | 男   | 團友 李家，患有糖尿病                                                              | 下午1時半 獲釋                              | 英国                   |
| 李徐鳳群              | Li Fung Kwan          | 66   | 女   | 團友 李家 李奕彪妻子                                                               | 上午11時正 獲釋                             | 英国                   |
| 曾懿麗                | Tsang Yee Lai         | 40   | 女   | 團友 傅家 傅卓仁妻子 九龍醫院護士                                                  | 下午12時半 獲釋                             | 中华人民共和国（香港） |
| 傅頌賢                | Fu Chung Yin          | 4    | 女   | 團友 傅家 傅卓仁、曾懿麗女兒                                                       | 下午12時半 獲釋                             | 中华人民共和国（香港） |
| 傅澤賢                | Fu Chak Yin           | 10   | 男   | 團友 傅家 傅卓仁、曾懿麗兒子 啟思小學學生                                          | 下午12時半 獲釋                             | 中华人民共和国（香港） |
| 汪政逸                | Wong Ching Yat, Jason | 12   | 男   | 團友 汪家 汪子林、楊綺華兒子 汪綽瑤弟弟 海壩街官立小學畢業生；準備升讀荃灣官立中學 | 下午12時半 由曾懿麗向槍手訛稱為其親戚而獲釋 | 中华人民共和国（香港） |

### 其他傷者
| 中文名                         | 英文名                    | 年齡 | 性別 | 狀況           | 身份                       | 國（本）籍             |
| ------------------------------ | ------------------------- | ---- | ---- | -------------- | -------------------------- | ---------------------- |
| 溫明                           | Wen Ming                  | 47   | 男   | 肚皮被流彈擦傷 | 香港無綫電視新聞部工程人員 | 中华人民共和国（香港） |
| 邁克·耶德里奧·坎帕內羅（音譯） | Mike Yadrillo y Campanero | 10   | 男   | 大腿中流彈受傷 | 菲律賓當地圍觀民眾         | 菲律賓                 |

## 調查
事發後旅遊巴士被送往國家首都警察總部的一座貨倉，旅遊巴士內外安裝閉路電視，警方表示歡迎國內外專家參與調查，並且會於3周內完成調查報告。香港警務處根據國際警務合作原則，透過聯絡事務科聯絡，在得到菲律賓國家警察同意及協助下，先後4次派員到馬尼拉蒐證，包括在案發巴士取證、槍械測試及槍械彈道取證工作、會見部分案發時目擊證人及參與行動的菲律賓警務人員。菲方亦提交宣誓供詞、報告及其他所需資料予香港警務處。
香港調查人員於8月29日試圖登上旅遊巴士，然而被拒絕。翌日香港當局與菲律賓司法部長、內政部長、國家調查局負責人及警方代表會面，會後司法部長承諾，並且叮囑國家調查局主管協助香港調查人員蒐證。期後香港調查人員成功登車，連續16小時通宵蒐證，在車上調查分析血濺形態、玻璃碎裂狀況、座位纖維、彈孔位置等法證。香港警方在11月5日完成驗屍、彈道和化驗等調查報告，並且呈交死因裁判法庭。

### 菲律賓調查委員會

#### 調查聆訊
菲律賓總統阿基諾三世命令司法部及內政部聯合調查事件，於2010年8月30日正式成立事故調查及檢討委員會（Incident Investigation and Review Committee，縮寫為：IIRC），由司法部長德利馬擔任主席，內政部長林炳智擔任副主席，其他成員包括當地華人、菲律賓統合律師公會（Integrated Bar of the Philippines）、菲律賓廣播協會（Kapisanan ng mga Brodkaster ng Pilipinas）等代表。委員會的工作分為兩階段，首階段是調查人質事件經過，評估警方行動與官員責任，並且提出建議；次階段是檢討行動規劃與程序、相關部門的訓練與裝備、警方處理涉及警員行政個案的程序等，並且作出政策建議，完成最終報告:5。
委員會於2010年9月3日至9日舉行公開聆訊，先後傳召內政部副部長里科·普諾（Rico Puno）、馬尼拉市長林雯洛、副市長莫雷諾、副申訴專員岡薩雷斯三世（Emilio Gonzalez III）等官員作供，而參與行動的特種武器和戰術部隊及談判專家、與門多薩接觸的RMN電台主持人、門多薩胞弟格雷戈里奧和旅遊巴士司機盧邦等人亦先後於聆訊作供。委員會派遣兩批由檢察官、警官上校、律師和鑑證專家等代表團在9月6日至10日到訪香港，為李奕彪夫婦、李瀅銓、陳國柱和梁太等生還人質錄取口供，並且收回早前錯誤交予香港警察的3部手提電話。他們帶同涉案槍械及檢獲彈頭彈殼資料，以及500多粒子彈證物來到香港，利用香港警務處軍械法證科的先進器材鑑證彈道。
香港警務處代表聯同香港律政司的一名高級檢控官於9月3日至8日以觀察員身份出席旁聽調查委員會的聽證會。

#### 首份報告
初步報告原訂在9月15日提交菲律賓總統阿基諾三世審閱，最後83頁長的報告延遲兩日完成。經總統審閱後，報告在9月20日公開前會先交給中國駐菲律賓大使館，菲律賓總統府指原因是想小心地處理此敏感問題，避免誤傳而造成誤會。報告詳細交代挾持事件經過，槍手門多薩由起初平靜談判，至最後發狂開槍掃射過程，以及當局營救經過。報告尾段點出了事件中8大關鍵錯處：
1. 林雯洛無依法要求成立及運作危機處理委員會，又未有按程序成立情報蒐集及心理專家小組，亦無法周詳評估門多薩弟弟的介入有利還是有害；
2. 申訴專員誤解及未能迅速處理槍手立即復職的要求，申訴專員只回信會檢討撤職決定，相關文件亦未有傳送到司法部令它無法施援；
3. 處理申訴專員回信的方法不當，為避免刺激門多薩情緒，理應盡量滿足及正視其復職要求，未有考慮若槍手大失所望會遭激怒；
4. 電台節目主持人霸佔與兇手通話直播，以致負責談判的警員無法打通電話，在危急關頭未有把握時機採行動恢復通訊和談判，浪費寶貴時間處理無謂枝節；
5. 林雯洛下令拘捕槍手之弟，是直接激怒門多薩開槍殺人的導火線；
6. 關鍵時刻，市長林雯洛及警方指揮官馬格蒂貝離開現場到餐廳吃飯令指揮中心真空；
7. 特種武器和戰術部隊救人裝備及計劃不足，欠缺效率及組織能力，令攻擊停頓時間過長，營救失敗。前馬尼拉警察區長馬格蒂貝亦未有按總統指示出動更精銳的特別行動部隊；
8. 沒有妥善救援及善後計劃，包括無人群管制，任由傳媒上車致可能破壞證據，未有把傷者送到最近醫院。

報告確定事件中8名死者是被槍手門多薩所殺，槍手前後以M16自動步槍開了62槍，但車廂內卻共有65個M16彈殼，報告未有評論多出的3個彈殼是否來自警方，加上彈道測試仍未完成，未能證實死者身上的子彈孔是由哪支槍造成，和死者衣物上為何沒有近距離開槍的火藥痕迹。調查報告列出12名人員包括警察、政府官員及傳媒工作者要為事件負責。

#### 覆檢報告

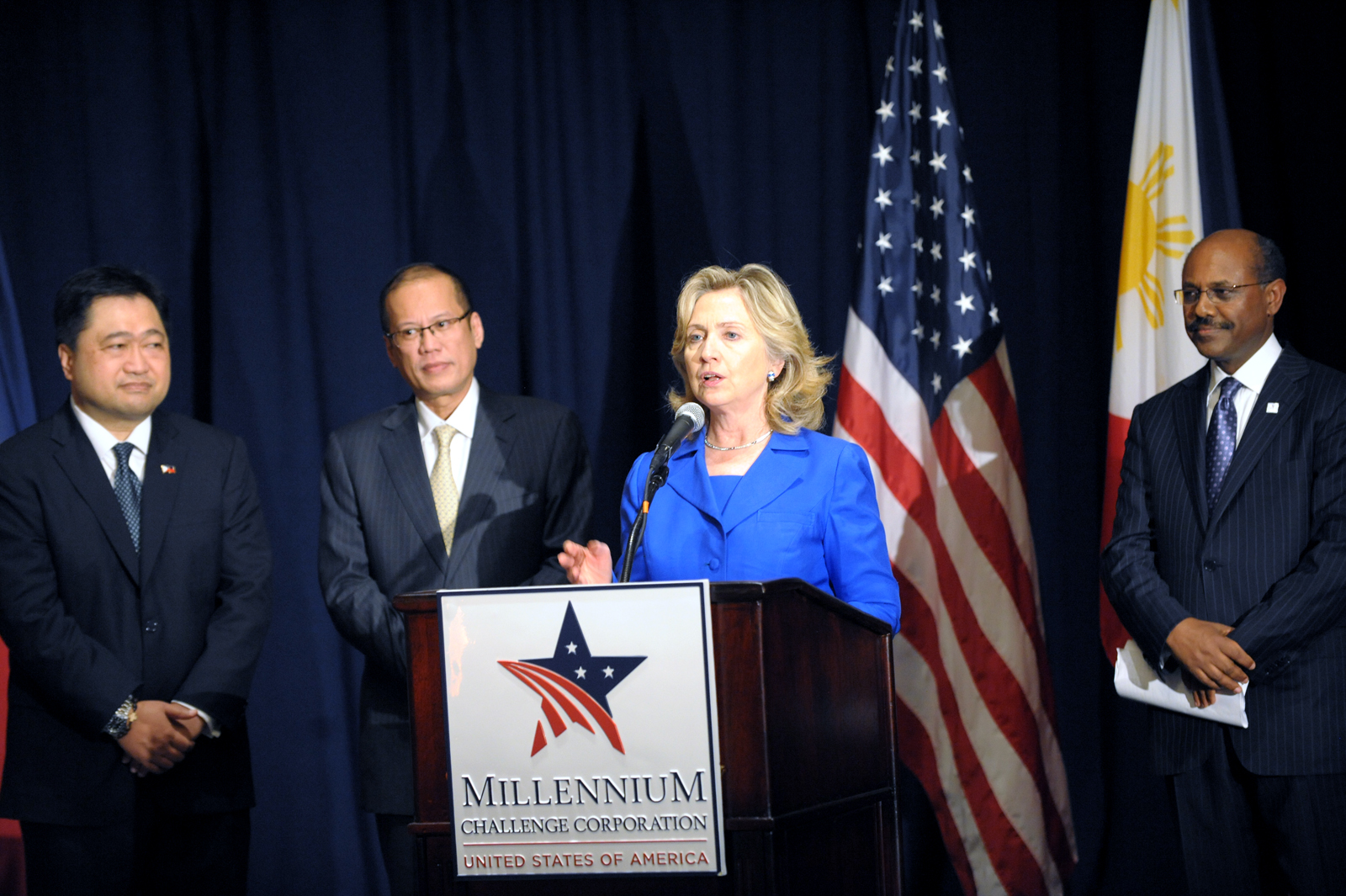
阿基諾三世（左二）公布抽起建議部分的調查報告後，如期出訪美國，期間與美國國務卿希拉里·克林頓出席兩國商務合作協議簽約儀式

雖然報告最後20頁的建議在公布時被抽起，但阿基諾三世在2010年9月20日於總統府舉行的記者會透露，報告建議對12名事件中失職官員、記者及3家廣播機構提出刑事與行政起訴。他解釋要先諮詢法律意見，已責成行政部長及其首席法律顧問審查報告建議，待他9月28日完成訪美行程，才決定是否處分或起訴失職者。他在10月2日再強調，報告大部份建議都會採納，但對於懲處，則認為要了解他們觸犯了哪些法例，該有甚麼懲罰，和應按照哪些程序執行，但讚揚林雯洛在改善貧窮問題上表現出色。
經過多次延遲，阿基諾三世在10月11日公布覆檢報告，但處分決定卻遠較報告建議的懲處寬鬆，負責指揮營救人質行動的前馬尼拉警區首長馬格蒂貝、首都地區警察首長聖地亞哥、負責談判的警員耶夫拉，及特種武器和戰術部隊指揮官帕斯夸爾等4人遭到起訴。負責領導危機處理小組的馬尼拉市長林雯洛，只以「工作失當及輕微失職」作行政處分，負責管理警隊的內政部副部長普諾，總統府指他在事件中表現差劣和判斷失當，但不認同委員會指他犯下重大過失。副市長莫雷諾雖在事件的關鍵時刻離開現場，委員會認為應控以疏忽職守之罪，但最終遭總統府拒絕。至於申訴專員古鐵雷斯及副申訴專員岡薩雷斯，則分別交由眾議院決定處分，以及下令對其「怠忽職守和嚴重失當」作出行政處分和調查。阿基諾三世亦批評RMN電台兩名主持人不負責任，移送司法部調查法辦。

#### 第二份報告
事故調查及檢討委員會在2011年3月4日，公布第二份報告，內容涉及檢討相關部門處理危機的行動計畫與程序、訓練、裝備配置；菲律賓警方就涉及警員行政個案的處理程序；對政策及制度的改革建議等。委員會將長達59頁的報告上載於菲律賓司法部的網頁，但菲律賓政府並無知會香港特區政府，亦未有向港府提交報告副本。
報告建議在現行的和平及秩序委員會（Peace and Order Council）或國家危機管理委員會下，成立工作小組專責制訂統一的危機處理手冊，並成立專責政府部門，透過宣傳及監督，確保危機處理手冊的程序在全國、區域及地方層次落實。在危機管理組織方面，報告建議明確界定各級危機處理組織內，政治及軍警領導的職能與責任，明確指明主席與相關機構的職責，並且事先按照不同危機制定標準作業程序。報告亦建議，建立專門部門及衡量標準，界定危機屬於全國抑或地方性，賦予和平及秩序委員會指揮、監督及提升危機級別的職能，並讓國家危機管理委員會有權處理涉及外國人的危機。
報告質疑警方人員的談判水平不足，建議交由專責部門屬下的危機事件管理委員會（Critical Incident Management Committee）指揮談判專家工作；就人質挾持等威脅作更仔細的分類；要求警方就處理人質挾持事件，有強制性的訓練；危機事件管理委員會須設有專責人群管理的工作小組，並設立明確的警戒線與拘捕程序，以防公眾與傳媒擅進；就行動策略及計畫等須備案，以便事後評估與檢討；就通訊方式建立標準作業程序；在人權公署參與下，重新評估戰術選項與談判階段行動的行動程序；重新評估使用特別行動部隊的政策，包括盡快成立專責處理人質挾持的特別攻擊小組；在警方內設立小組以評估警察在行動期間有否遵守基本守則。
在行動後續處理方面，報告建議制定標準作業程序，讓罪案現場搜證專隊在行動期間已經參與危機事件管理委員會的工作小組，以部署好行動後的搜證工作。報告並要求制定拯救傷者的程序，包括警方在醫院的戒護、醫院與拯救人員的預先合作與計畫、規劃緊急送醫路線等。事後亦需要作出檢討報告，對違反程序者作出制裁。
對於訓練及裝備方面，報告要求菲律賓公安學院協調警方的訓練，引進公私營合作的訓練模式，又要求警員任職隊長時須派往外海交流集訓，設立海外執法機關協助培訓的持續機制，並研究菲律賓國家警察學校提供警員持續進修的發展目標。報告亦要求警方須合理分配裝備，並因應需要採購新裝備。
報告亦建議增設獨立的警察操守監管機構，並成立內務處（Internal Affairs Service）受理所有涉及警察操守及瀆職的投訴，以取代人民執法委員會（People's Law Enforcement Board）及國家警察公署（National Police Commission）重覆的職能，並限制其他調查機構針對警察操守及瀆職的功能。報告建議為警員提供法律意見服務，各級法院與行政部門亦須列明法涉及警員犯罪未判決案件、行政及民事個案。報告亦提出一些立法建議，為上述各項建議提供法源。

#### 官方回應

###### 香港
香港政府在2010年9月20日透過外交部駐港特派員公署收到首份報告，當晚發表聲明，重申事件是「令人感到非常難過的悲劇」，並且完全可以避免，期望菲律賓當局對失職官員嚴正追究責任，竭力完成餘下的調查工作，對事件有公正處理，並且對死傷者作出公道的交代。聲明指，香港政府肯定調查委員會的首份報告對關鍵問題沒有迴避；認為在緊迫時間和有客觀條件局限下完成首份報告，顯示出努力和誠意；報告仔細地交代了事件經過，並且對主要官員提出嚴厲批評和斥責，亦建議了作出處分和追究責任，認同調查委員會處理認真。至於報告對於8名死者的死因，以至7名傷者致傷的原因，香港政府表示仍然需要跟進調查，兩地政府將會就雙方進一步調查、鑑證及彈道測試等後續工作作出跟進及溝通。香港政府亦表明菲律賓當局的首份報告將會與香港警務處的獨立調查報告，一併提交至香港死因裁判官考慮。
2010年10月12日，香港政府就菲律賓政府發表覆檢報告，緩減了調查委員會首份報告就多名涉事官員所建議的處分發表聲明，指有關決定「令港人，特別是受害者及家屬，感到難以接受」，香港政府對此表示失望，要求菲律賓當局嚴正跟進追究和處分行動，強調「必須兌現其向公眾問責的承諾」是對死傷者最重要的交代，香港政府會經過適當渠道向菲律賓當局表達香港人的看法。

##### 菲律賓

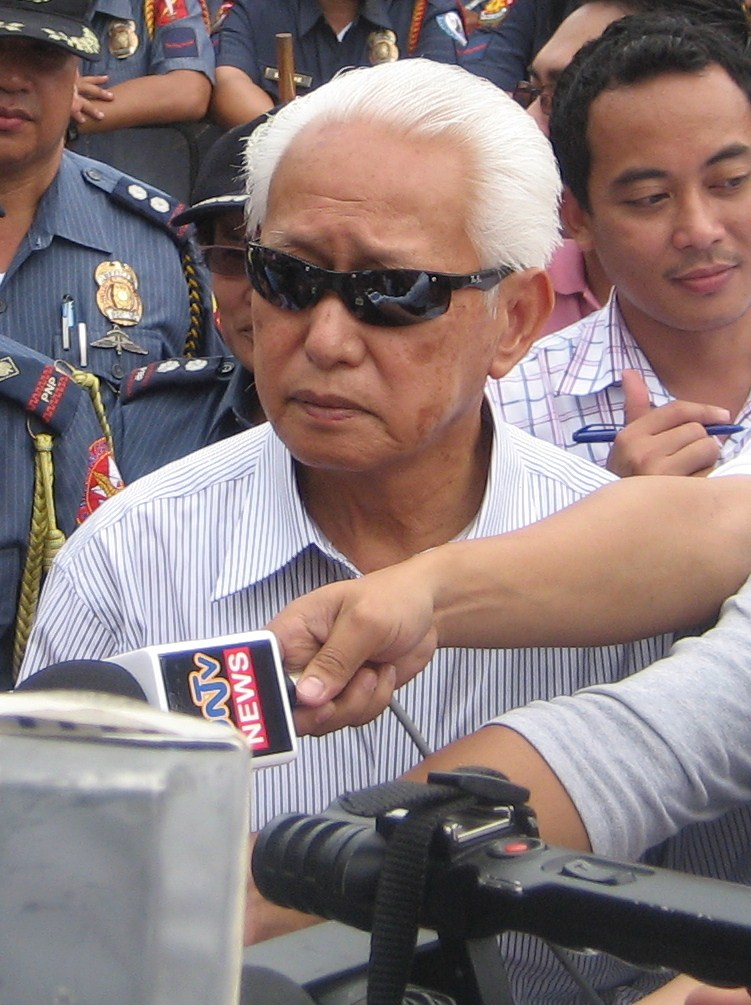
時任馬尼拉市長的林雯洛，一直拒絕就人質事件公開道歉

當日分別身兼危機處理委員會主席及副主席林雯洛及莫雷諾，在首份報告公布後翌日（2010年9月21日）召開記者會，林雯洛承認處理失當，但質疑報告失實及欠缺根據，辯稱在關鍵時刻往酒樓吃飯，距現場僅500米，反指前馬尼拉警察總長馬格蒂貝失職，更一度含淚拍枱說：「警察將他們（人質）置於危險邊緣，但我們承受着。」副市長莫雷諾亦指自己做足本分，對被列建議起訴名單感驚訝，又認為當日自己將申訴專員信件送往槍手門多薩，是救了九條人命，沒理由要受處分。菲律賓總統阿基諾三世亦表明，對於調查委員會的首份報告結論及建議，未能讓他百分百信服，認為需要再跟政府詳細討論，以免對12名報告建議處分人士提出不必要的控告。
阿基諾三世在10月12日公布覆檢報告後，擔任調查委員會主席的司法部長德利馬，曾向傳媒透露有意辭職，但其後改稱身為內閣成員，不會因與總統意見分歧而辭職，並會支持政府。馬尼拉市長林雯洛則表示，任何情況都不影響他做市長，會一直做到任期結束為止。
菲律賓總統府發言人在10月13日呼籲港人不要輕視總統府的調查報告，強調報告經過律師討論和研究，又表示理解死者家屬的失望，但指出委員會的調查純屬建議，總統最終不按委員會建議刑事起訴個別人士，是根據事實的決定，因為官員不涉及刑事疏忽，提出起訴亦不會成功，「最重要的事實，是警方錯在行政疏忽，沒有按程序做事，但他們的錯並沒有造成死亡，這是門多薩的責任」。總統阿基諾三世在10月14日召開記者會，強調最後決定不刑事起訴部分官員，是法律小組集體智慧的結果，亦以菲律賓人民的利益為首要，不會因為香港政府不滿意而作出修訂。

### 香港死因研訊

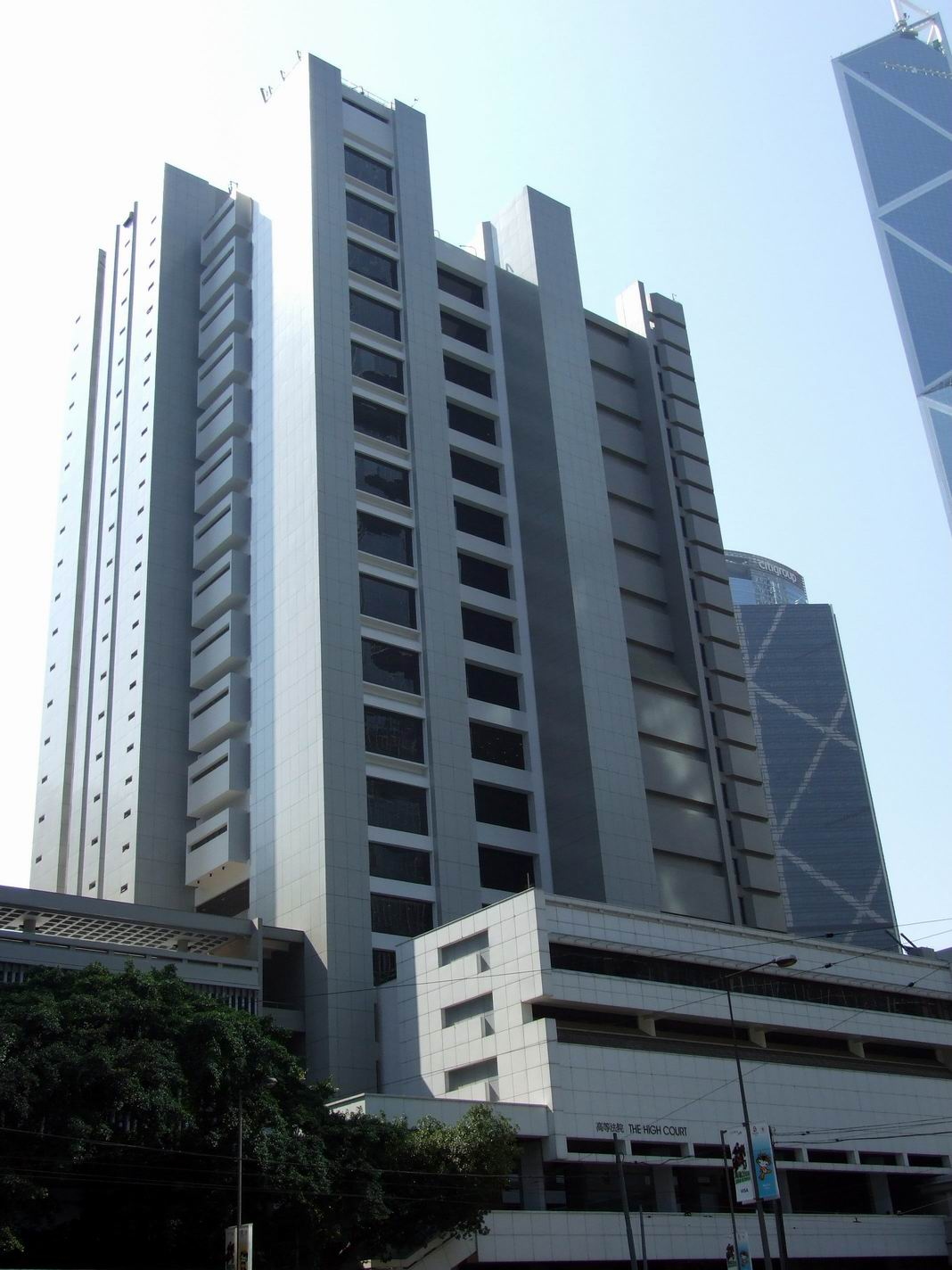
死因裁判法庭在2011年2月14日至3月23日，於高等法院科技法庭死因聆訊

香港警務處在2010年11月6日向死因裁判法庭呈交包括彈道分析、驗屍及化驗等三份調查報告。死因裁判法庭在2011年2月14日至3月23日，就本案在高等法院科技法庭死因聆訊，聆訊共28日，呈上170件證物，由陳碧橋擔任死因裁判官。聆訊前，死因裁判法庭向116名菲律賓證人發出傳票，但是沒有任何菲律賓證人正式答應會來香港；至於香港證人則傳召了34人，包括李奕彪夫婦、李瀅銓、曾懿麗、汪綽瑤、陳國柱、易小玲等7名生還人質，以及心理學家、權威急救科專家、法醫、政府化驗師和香港警務處軍械法證科的彈道專家等。由於大部分菲律賓證人缺席聆訊，死因聆訊亦讀出了18名證人的陳述書，以了解案發經過。
死因聆訊首次透過三維電腦圖像，分析死者剖屍報告、彈道報告及旅遊巴士內的各種證據，並且透過庭內的50吋高清大電視播放，取代一般血淋淋的證物照片，以免引致公眾不安。死因聆訊亦首次採用了「敘事性裁決」，要求3男2女組成陪審團，除了裁決8名死者的死因外，以陳述方式指出菲律賓當局對處理脅持人質事件的不當之處，如何造成人質死亡。
2011年3月23日，死因裁判法庭裁決8名死者，包括謝廷駿、梁頌儀、梁錦榮、楊綺琴、傅卓仁、汪子林、楊綺華及梁頌詩，全部死於「不合法被殺」。陪審團裁定8名死者的死因，是當局未能夠及時和有效地答應門多薩復職的要求；談判人員向門多薩撒謊，訛稱已經將佩槍歸還胞弟，令到談判終止；門多薩從電視看到胞弟被捕的新聞直播，致情緒失控而開槍殺人；警方長達1小時20分的攻擊行動令謝廷駿及梁頌儀未能及時獲得醫治等。
然而，陪審團對多項事發經過作出「存疑裁決」，包括不確定門多薩是否約於14時向人質表示將會於15時釋放他們；馬尼拉市長林雯洛和總指揮官馬格蒂貝等指揮官是否在門多隆開槍時到高級餐廳頤和園用膳；謝廷駿和梁頌儀在及時獲得急救的情況下是否可以存活；謝廷駿於20時55分置身於車門外，是否無人上前對其急救檢查，以及當時其是否仍然有生命跡象等。

#### 爭取菲律賓證人作供
菲律賓總統阿基諾三世在2010年11月在日本橫濱出席亞洲太平洋經濟合作組織會議期間，曾向香港行政長官曾蔭權明確表示菲律賓政府會為死因研訊提供協助。不過，香港死因裁判法庭向116名菲律賓證人發出傳票，結果開庭當天卻無人確定來港或視象作供，菲律賓司法部轉告71名證人拒絕來港作供。
2011年2月15日，死因裁判官陳碧橋罕有地傳召菲律賓駐港副領事瓦爾·西蒙·羅克（Val Simon Roque）出庭交代，但他只表示兩地司法機構有直接對話，總領事館一直扮演溝通角色，拒絕作出任何承諾，又對陳碧橋要求他出庭匯報進展表示感到驚訝。2月28日，6名生還團友及殉職領隊謝廷駿的兄長謝志堅發表聯合聲明，要求菲律賓政府實現協助香港調查的承諾，安排證人來港作供。政務司司長唐英年在3月3日召見菲律賓駐港總領事柯明，促請菲律賓政府採取必要措施，配合死因研訊
3月9日，菲律賓駐港總領事館通知律政司有一名菲證人願意視象作供。香港警方派員隨同高級政府代表律師，前往到馬尼拉一商業會議中心安排視象作供，原定率先傳召5名講述驗屍及處理證物的菲律賓警方人員，在3月15日均缺席視象作供。直到3月16日，門多薩弟弟格雷戈里奧成為聆訊中首名視象作供的菲律賓證人。
3月17日，兩名菲律賓證人再度缺席視象作供，曾蔭權在當天致電外交部駐港特派員公署，要求外交部向菲律賓當局轉達本港的強烈要求；唐英年亦致電菲律賓駐港總領事柯明，再促請菲當局全力配合聆訊工作。7名生還人質及死者家屬在3月18日與曾蔭權會面，向政府提出訴求。幾經交涉，菲律賓司法部批准9名國家調查局法醫及法證人員作供。
立法會保安事務委員會在3月19日舉行特別會議，有議員要求行政長官曾蔭權提升外交層次，向中央政府反映，促請菲律賓政府協助香港死因聆訊。出席會議的時任保安局副局長黎棟國表示，對菲律賓政府的不合作感到失望。菲律賓司法部在3月20日再度通知香港律政司，安排4名證人視像作供，包括一名繪圖員、兩名化驗師及一名法醫，但死因裁判官陳碧橋認為有關證供對聆訊沒作用，直言「等到現在？你們不用來了！」，直接進入結案程序。

#### 官方回應

###### 香港
香港政府於2011年3月23日發表聲明，指死因聆訊是「公開、公正和專業」，尊重有關裁斷，並且向作供的生還者、受害人家屬、專家等證人致謝，強調會繼續在能力範圍內，向生還者和死傷者家屬提供協助。對於研訊只有10名菲律賓證人透過視像作供，政府表明與及國家外交部一直盡最大努力，循各渠道要求菲方全面配合死因庭研訊，安排證人出庭作供，指大部分關鍵證人最終沒有答允出庭作供，「實與我們的期望有很大落差，我們表示非常失望」。

##### 菲律賓
菲律賓外交部在2011年3月24日發表聲明，認同香港死因聆訊裁決8名死者「不合法被殺」，與菲方獨立調查報告結論一致，對人質死傷深表遺憾，會為受害者討回公道，亦會繼續改善緊急事件應變能力。聲明強調，菲方根據當地法律及國際公約，向本港死因庭提供一切可給的支援，包括確認115名菲籍證人收到死因庭傳票，並協助同意出席研訊的證人，但菲律賓是民主國家，尊重及保障個人權利，包括有權選擇是否在海外司法程序作供；又指菲方的調查公正公開，香港對事件的調查證據充分，菲方的配合也是關鍵之一。

## 賠償
康泰旅行社在事發當晚，公佈已為旅行團購買保險，死亡獲30萬港元賠償，其中有15人透過康泰向美亞保險公司購買旅遊保險，每人保費159元，若身故會額外獲賠50萬元。至於傷者的醫療費用，最高可索償額為100萬元。另外，緊急救援不設上限。至於沒有財物或身體損傷的團友，可循行程延誤索償，最高可獲1萬元。旅遊業賠償基金管理委員會亦為參加旅行團外遊的旅客提供最高18萬元的特惠賠償。
美亞旅遊保險公司在8月25日表示會特別酌情處理，將事件由其他意外，改為視因乘搭交通工具而導致意外，而4名透過康泰購買美亞旅遊保險的遇難團友，每人意外賠償由50萬元升至達100萬元，另外每位將獲發2萬元的恩恤金；而傷者若於回港6個月內因創傷後遺症接受治療，如看臨床心理學家，覆診費可達10萬元。而有關倖存者陳國柱和易小玲，美亞保險公司以兩人傷勢並非永久傷殘為理由，拒絕提供保費賠償，後來經過立法會議員李華明和陳健波介入後，保險公司願意以信托基金形式，向兩人提供為期2年的生活費合共50萬元，其中陳國柱可獲得15萬元、易小玲則獲35萬元，但強調不是賠償，二人拒絕。最終美亞保險在5月與兩人達成和解協議，把援助金額提高至100萬元，換取兩人放棄索償。
菲律賓總統阿基諾三世在2010年8月27日透露，政府有意向人質事件中香港遇難者家屬及受傷者，作出經濟賠償，但無說明具體賠償金額。菲律賓旅遊部長阿爾伯托·林在2010年12月訪港，代表菲律賓政府再向受害者致以深切慰問，並表示政府願向遇難者家屬及受傷者提供慰問金，形式包括金錢、醫療與獎學金等，但強調不是賠償。菲律賓有民間組織在2011年向身故及重傷團友的家庭發放不附帶任何條件的慰問性質捐助。
在香港死因聆訊結束後，部分遇難者家屬及幸存者表示考慮向菲律賓政府索償。殉職領隊謝廷駿的兄長謝志堅及生還人質李瀅銓，在立法會議員涂謹申陪同下於2011年7月22日前往馬尼拉，向菲律賓政府展開民事索償，及追究責任作準備。謝志堅與生還人質陳國柱、易小玲在8月11日向法律援助署申請法援，計畫在香港法院入稟向菲律賓政府索償。然而，謝志堅在2012年擬在港入稟控告菲律賓政府疏忽導致慘劇，申請法援被拒，理由是菲律賓或會以「主權豁免」剔除訴訟，官司勝算不高，他遂向高等法院提出上訴。
2013年8月22日，事件中的傷者易小玲、陳國柱及死者謝廷駿母親李美珍，入稟高等法院提出民事索償，控告菲律賓政府及8名涉案官員，包括馬尼拉前市長林雯洛、馬尼拉前警察總長馬格蒂貝、馬尼拉市警局前指揮官聖地亞哥、菲律賓前總警長維爾佐薩、菲律賓內政部前副部長普諾、馬尼拉前副市長莫雷諾、談判代表耶夫拉、特警前指揮官帕斯夸爾。易小玲及陳國柱同時入稟，要求康泰旅行社賠償，但未透露賠償金額。11月19日，菲律賓總統阿基諾指派內閣部長，透過香港特區政府向急需接受手術的易小玲轉交慰問金，慰問金由菲商捐助，未有對外披露金額。
港菲兩地政府在4月23日發表聯合公告，菲律賓政府在聲明中表示「向受害者及家屬致以最悲痛的歉意和至誠的慰問」，同時追究需為事件負責的人員，並以彌補事件中受害者及其家屬的損失為由向其致以額外的慰問金。雖然兩地政府未有交代具體金額，但馬尼拉市長埃斯特拉達據報計劃向事件受害者及家屬提供合共約2,000萬港元的財政援助。

## 影響

### 港菲關係

#### 曾蔭權政府

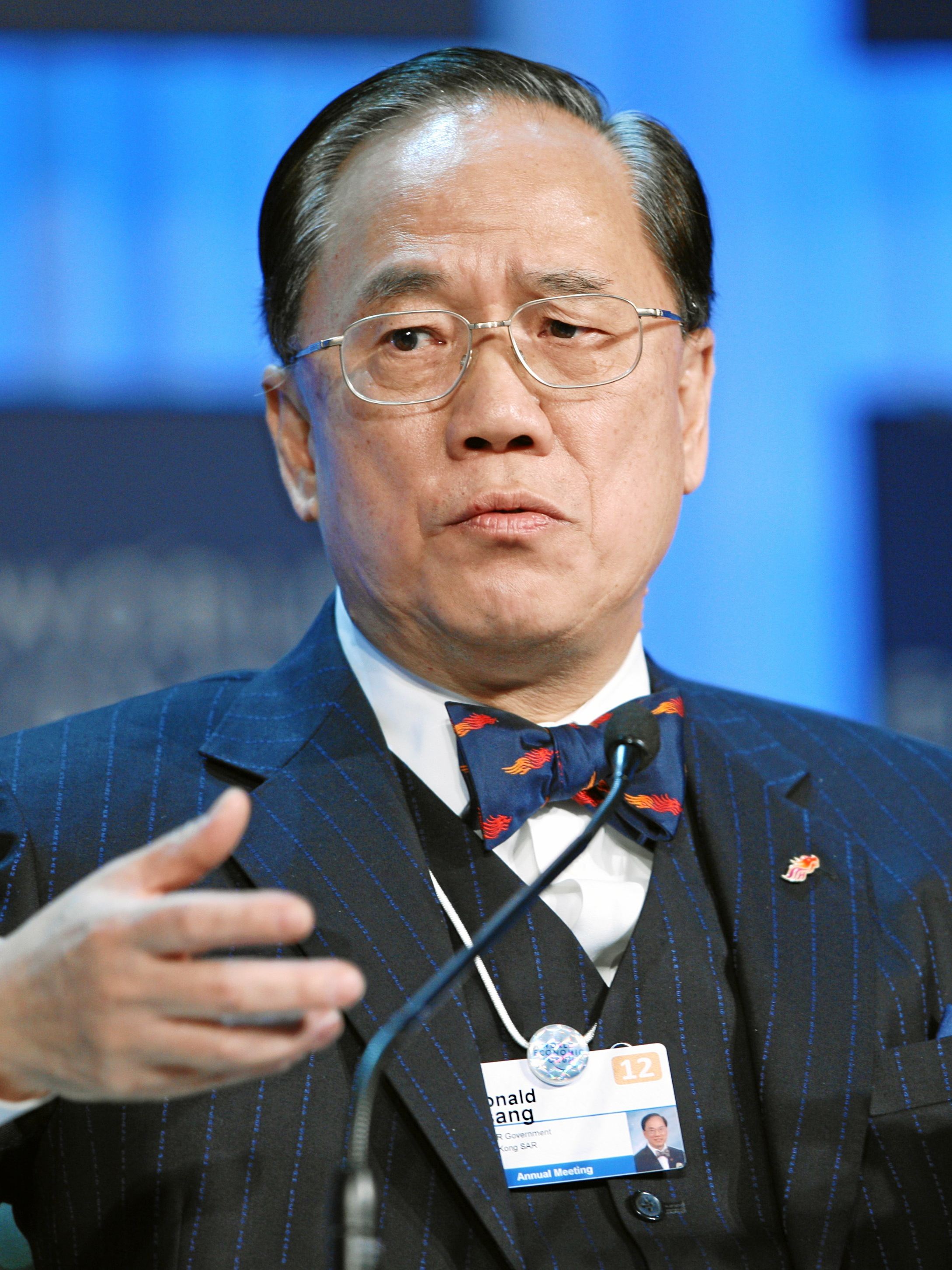
時任香港行政長官曾蔭權曾經多次致電菲律賓總統阿基諾三世討論事件，惟一直未能聯絡上

事件發生當日16時許，時任香港行政長官曾蔭權曾經多次嘗試致電菲律賓總統阿基諾三世，以便親自向對方要求保障被挾持的香港人的生命安全，但截至深夜仍未能聯絡上。曾蔭權於凌晨時分與菲律賓外交部長通電話，要求全面交代挾持人質事件，全力協助慘劇受害者和前往當地的香港人員。阿基諾三世在8月24日傍晚回覆曾蔭權電話，親自向他致歉，解釋在事發當日忙於指揮人質營救，才沒有接聽其來電。菲律賓總統府其後解釋，致電給總統屬於高層通話，通常需要經外交部安排，但是次沒有經過外交部的安排，故總統助理沒有把電話傳送給總統，而致電到外交部長羅慕洛辦公室，告知他們曾蔭權曾經致電總統，但是外交部一直未回覆來電。
事件發生後，香港迅即蔓延仇菲情緒，有菲籍家傭團體聲稱，有傭工因事件遭港人僱主惡劣對待、無理解僱；更一度謠傳指有菲律賓人在港遭人遷怒襲擊，甚至被殺害，港菲官員均有分別澄清。
曾蔭權於8月28日在香港電台節目《香港家書》中，再次為事件死難者致哀，並強調他於8月26日已經致函菲律賓總統，要求對方嚴正調查，而調查報告至少要交代幾個重要問題，包括事件發生經過，當局與槍手談判的詳細過程，特別是為什麼菲律賓政府未能夠答應槍手的要求來換取人質安全釋放；以及警方的行動詳情及背後的考慮；和死傷者致命和受傷的成因。曾蔭權強調，調查報告必須有足夠事實支持，讓香港市民得悉真相，還死傷者公道。不過，阿基諾三世在9月9日召開記者會指港府的信件措詞「將我們應該做的事詳細地列出來，令我們覺得有點受侮辱」，「我們不喜歡信中的語調，所以不接受也不回應」，只會要求中國政府跟進。他又表示「如果菲律賓的省長突然要聯絡奧巴馬或胡錦濤，美國政府和中國政府都不會容許」，並解釋「我已經代表菲律賓人民致歉，因此如果我每一次（受訪問）都要道歉的話也不會帶來任何好處。」
2010年12月16日，菲律賓旅遊部長阿爾伯托·林率領包括司法部、外交部與旅遊部官員的代表團，來港與特首曾蔭權、保安局局長李少光及本地旅遊業界代表會面，代表菲律賓總統向受害者、其家屬及港人致以深切慰問，並轉達菲律賓人民的同情。期間向曾蔭權保證，菲政府會全力跟進對涉事人員的懲處行動，又會推出措施，包括設立一支由150名警察組成的特別隊伍，在馬尼拉等地主要景點巡邏，並建立一支專責隊伍，保護到馬尼拉以外景點旅遊的外國遊客。曾蔭權則回應稱，「香港市民期望公義得到彰顯，並希望菲律賓當局嚴正跟進所需行動。」。
阿基諾三世在2012年5月接受美國有線電視新聞網訪問時，認為「如果我們說對不起，就代表是政府為他們帶來了傷害，但事件是源自一名立場飄忽不定的槍手。我們都希望事件沒有發生過，我們也希望當時的表現可以更好，但這件事情是出自一名單獨行事和瘋狂的槍手，根本沒法阻止。」「菲律賓人不應該為此而受到排斥。一個心理上有問題的人並不代表整個民族。槍手態度瞬間改變令我們缺乏應變時間，在這個嚴重的限制之下我們也沒有辦法做更多。」

#### 梁振英政府

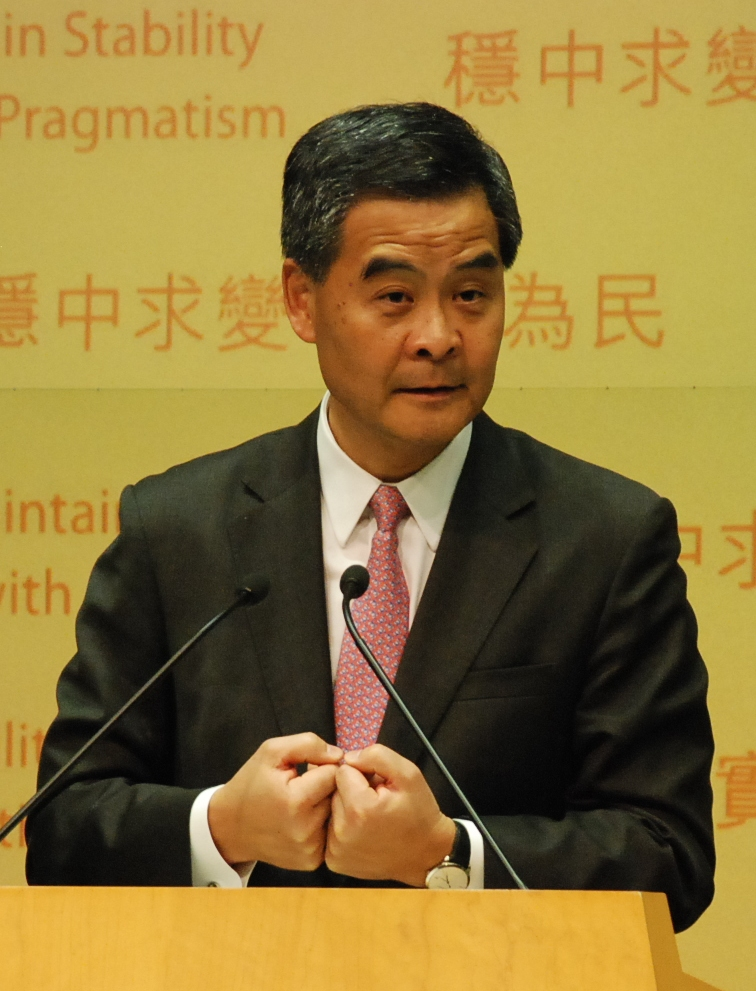
梁振英在2013年APEC會議與阿基諾三世會面，要求互派官員處理事件

2012年接任香港行政長官的梁振英，對跟進事件的態度曾備受質疑，他上任後曾拒絕死難者家屬要求見面，僅答應在2012年8月24日（即事件兩周年翌日）派特首辦主任邱騰華及保安局局長黎棟國見面，邱騰華在會上向家屬承諾，梁振英可能在9月俄羅斯舉行的亞太經濟合作組織會議上與菲律賓總統阿基諾三世雙邊會面，直接提出死者家屬的道歉、賠償、問責和改善的4點訴求。不過，因應民間反對國民教育科大聯盟連日在政府總部集會，梁振英突然宣布取消出訪行程，改由財政司司長曾俊華出席。曾俊華在9月8日下午的第一輪高峰會議短暫聚會，向阿基諾三世表達受害人及家屬的訴求，當日傍晚亦與菲律賓外交部長艾伯特·德爾·羅薩里奧雙邊會面，重申受害人及家屬的強烈感受，並敦促菲方考慮採取進一步的措施。
2013年5月發生廣大興28號事件，台灣政府向菲律賓實施兩波制裁，其後阿基諾三世派遣私人代表向家屬道歉及賠償。港菲就人質事件周旋多年，仍未能取得成果，再次引起外界關注，保安局局長黎棟國在5月16日承認港府的跟進工作「進展並不理想」。梁振英在8月18日在觀塘出席地區論壇，被事件中的殉職領隊謝廷駿兄長謝志堅，當面要求交代何時為死難者取回公道，質疑為何台灣用三個月已處理「漁民被殺」問題，香港卻三年還未處理好。梁振英回應稱，當局跟菲律賓駐港總領事召開了23次會議，相關官員每次都會向他匯報，對家屬的四項要求，包括要求菲律賓當局道歉、賠償、追究涉事官員及保障前往菲律賓旅客的人身安全，一直銘記於心，兩度表明有決心跟進事件。
至於菲方，菲律賓駐港領事館領事羅克（Val Simon Roque）在2012年8月26日接受《星島日報》專訪，反指死者家屬和倖存者不懂原諒別人，呼籲港人學習菲律賓人懂得原諒的態度。翌日向該報澄清指，有關言論旨在解釋他所理解的菲律賓人在事件的心情。總統府發言人陳顯達在2013年8月代表總統阿基諾三世會見到訪的中港傳媒，稱菲律賓政府事發後已派旅遊部長向港人表示歉意，強調過去三年已落實措施保障旅客安全。記者多次向陳顯達追問，為何台灣在三個月後就得到菲律賓的正式道歉，香港卻只獲一句遺憾，陳顯達回應指人質事件與廣大興28號事件性質不同，不能相提並論，又形容當年派遣旅遊部長來港，「層次較台灣的總統私人代表更高」。
在選舉中擊敗爭取連任的林雯洛，成為新任馬尼拉市長的前菲律賓總統埃斯特拉達2013年8月接受香港有線電視訪問，公開表示願意代表馬尼拉市政府親身向死傷者家屬道歉，又批評前市長林雯洛領導失責，早該為事件道歉，但埃斯特拉達以涉及法律問題為由，不能就賠償問題作出承諾。

#### 印尼會面

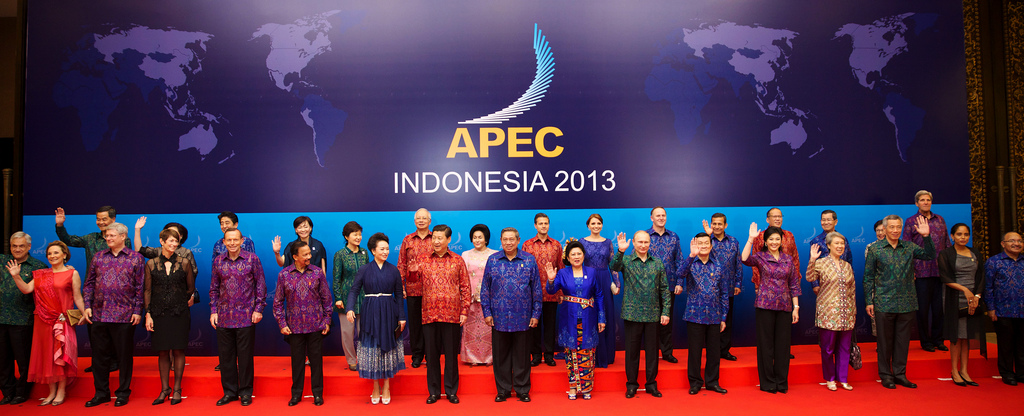
亞洲太平洋經濟合作組織第21次領導人非正式會議，梁振英（後排左一）與阿基諾三世（後排右四）雙邊會議，港方提出要求菲方道歉及賠償等4項要求。

亞洲太平洋經濟合作組織第21次領導人非正式會議於2013年10月7至8日在印尼峇里島舉行，梁振英上任後首次參加會議。此前舉行貿易部長會議，商務及經濟發展局局長蘇錦樑在梁振英要求下，與菲律賓外長德爾羅薩里奧於10月5日舉行雙邊會議，向對方反映事件死難者家屬包括菲方道歉及賠償等4項要求。菲方承諾與事件傷者及遇難者家屬接觸，但對梁振英要求與菲律賓總統阿基諾三世，在APEC領袖峰會期間會面未有回應。
10月6日，包括香港電台、商業電台及now新聞台共4名記者及攝影師，在峇里會場追訪阿基諾三世，三名記者分別喊問「先生，你會會見梁振英嗎？」「所以你就是在忽略香港人，對嗎？」「你會道歉嗎？請回答問題！」，但他并未回应。大會女職員即場直指記者不准高聲呼叫，以不符禮儀為由，喝令他們立即離開。期間有職員自行奪取記者採訪證，並用手阻擋鏡頭。另外兩名不在場的now新聞台記者及工程人員，亦被大會取消採訪資格。阿基诺三世的助理其後表示「記者的行為過了界。他們已經從提問變成了刁難，因此印尼當局採取了他們認為是正確的方法來處理事件。」印尼當局事後批评香港记者「行為不當，像是在示威一樣。」
經過多次協商，梁振英在10月7日下午與阿基諾三世就事件首次正式會面，是人質事件發生三年以來，首次港菲最高層的正式會面。阿基諾三世當晚會見傳媒表示會面持續了20至30分鐘，「我們再次致上最誠摯的慰問，並表示我們最深切的遺憾。因為事件與我們國家平日接待遊客的態度是完全相反的。」對於傳媒質問他為何不道歉，他解釋「當我們道歉，這代表著我們承認整個政府、國家和人民都有過錯，但是我們已經指出事件的元凶是一個槍手（門多薩）。如果錯處不在我們，那在我們的文化當中我們也不能夠道歉。」。他又提到梁以南丫島撞船事故為例，解釋港府亦曾經為不幸事件道歉，但阿基諾三世回應指，「這是你們的文化、做法和制度，在我們的制度裡，我們不能為他人所犯的錯道歉」；他已答應港府安排菲律賓駐港總領事或司法部部長德利馬，與死者家屬和傷者會面，解釋法律制度及案件處理進度。
梁振英延至10月8日早上始向香港傳媒交代與阿基諾三世會面，指會面歷時約40分鐘，轉達了事件死者家屬、傷者、香港社會、特區政府與他個人的看法，並轉達死者家屬及傷者的四項要求，他引述阿基諾三世指菲方認為事件已經解決了，但他並不同意，認為目前狀態將繼續影響港菲關係。會面上要求菲律賓派出部長級官員，與特區政府高層官員就事件展開正式商討，並得到阿基諾三世同意，梁振英形容會面在事件上有「小小的進展」，但強調外界不宜期望太早。
由於會議閉門舉行，衍生不少議論。菲律賓報章《Manila Standard Today》在2013年10月10日刊登報道，引述菲律賓總統府發言人指，阿基諾三世與梁振英在會面中，已同意將事件放下。香港行政長官辦公室在10月11日10時及16時30分兩度發表聲明澄清，後者更批評有關報道是「斷章取義」。梁振英傍晚與事件傷者及死者家屬會面後見傳媒，澄清會面當日鄭重向菲方要求解決事件及道歉，不存在主動約見阿基諾三世提出將事件放低。「兩地的關係要正常發展，如果我們要把這件人質事件『放低』的話，雙方一定要就這件事商談和找出適當的辦法去解決好這件事，滿足死者家屬和傷者他們的要求，即道歉、賠償、懲處和保證日後旅客的安全」，隨後阿基諾三世才提出有關不會代他人的過失道歉的論述。對於外界指會面安排不符合外交禮節，令港方被菲方矮化之嫌，梁振英解釋雙邊會議安排緊迫，雙方只能在一個空檔時間會面，強調機會只有一次，作為特首須權衡，「如果我看到當時的情況，我不滿意、我走開的話，我們就沒有今日大家達成的協議」。他表示港府已向菲律賓總統府發出電郵，安排雙方高層官員展開商討。

#### 制裁與解決

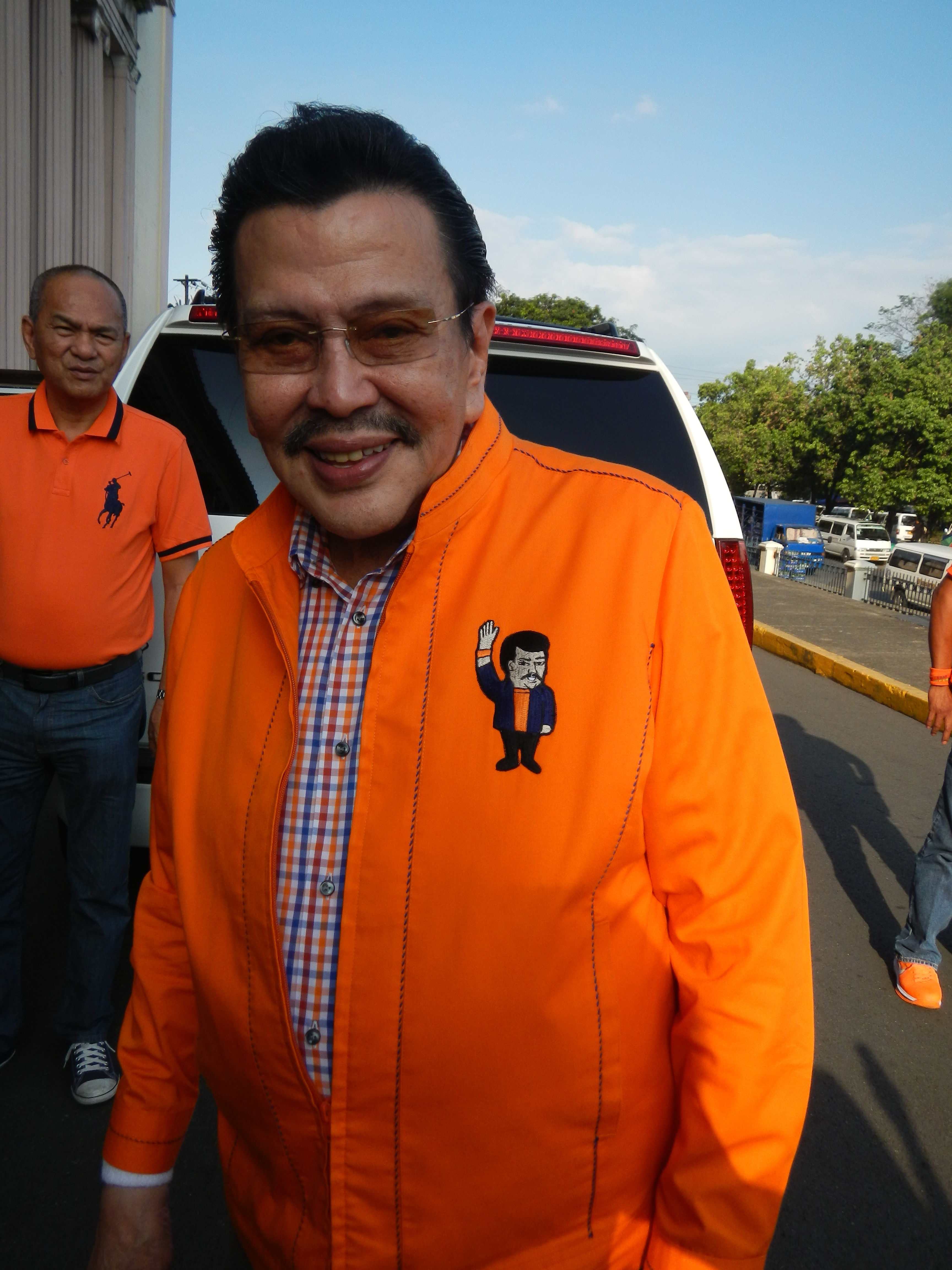
馬尼拉市長埃斯特拉達在2013年表明願意代表馬尼拉政府向事件死傷者家屬致歉，並於2014年4月22日到港向家屬當面道歉

印尼會面後，馬尼拉市議會通過決議案，授權馬尼拉市政府就人質事件向香港道歉，並派市議員洪英鐘代表馬尼拉市長在2013年10月24日赴港，與保安局官員會面商討，並於10月29日及31日與代表人質事件家屬和幸存者的立法會議員涂謹申會面。立法會主席曾鈺成在10月29日致函菲律賓參議院議長德里隆和眾議院議長貝爾蒙特，批評菲政府拒絕承認在人質慘劇中的責任，及未有回應家屬訴求，是不能接受，促請菲國會敦促菲政府積極回應，否則港菲關係將受影響。菲律賓內閣部長阿爾門德拉斯先後在10月21日及11月19日，到港與行政長官辦公室主任邱騰華部長級商討，兩地政府在11月19日發表聯合聲明，指「雙方有深入和建設性的交流」，菲方向港方陳述了跟進受害者家屬提出四項要求的進展。
雙方談判一度膠著，行政長官梁振英在11月5日宣布，除非在一個月內取得階段性的成果，特區政府會採取必需的制裁行動。他強調港府先後與菲律賓政府和馬尼拉市政府代表商談，雖然取得一些進展，但是與圓滿解決事件仍然存有一段距離，促請菲方或及馬尼拉當局盡快提出適切具體的方案，回應死者家屬和傷者的要求。香港立法會在11月7日通過議員動議，促請政府考慮暫停對菲旅客免簽證安排，及收緊對持菲護照人士的商貿及工作簽證（外籍家庭傭工簽證除外）發出的安排，作為制裁菲律賓的手段。梁振英直到2014年1月29日宣布向菲方實施第一階段制裁行動，由2月5日起暫停菲律賓外交或公務護照持有人14天免簽訪港安排。他解釋雙方取得階段性進展，但菲方一直未能滿足向死傷者及家屬正式道歉的訴求，雙方存在實質分歧。其後，雙方繼續商談。2014年4月22日，馬尼拉市長埃斯特拉達、馬尼拉市議員洪英鐘訪港，菲律賓總統府內閣部長阿爾門德拉斯同日低調來港，準備就人質事件最終方案協商。
港菲兩地政府在4月23日發表聯合公告，指香港行政長官梁振英與菲律賓總統阿基諾三世同意就人質事件尋求雙方滿意的解決方案，菲政府向受害者及家屬「致以最悲痛的歉意和至誠的慰問，並對他們蒙受的痛苦表達最誠摯的哀悼」。國家警察總長已就此致函所有受害者或其家屬，並向受害者或其家屬致以額外的慰問金，而菲政府已向港府保證採取措施追究須負責的人員，並盡早完成餘下的程序，並承諾會向港府交代進度。菲政府已向港府保證會致力避免同類事件再次發生，並實施一系列措施，保障訪菲旅客的福祉及安全。
埃斯特拉達亦轉達了馬尼拉市議會通過的兩項決議，分別是就人質事件道歉的第115號決議，以及把每年西曆8月23日及農曆七月十四日，訂為哀悼事件中亡者「祈禱日」的第147號決議。梁振英宣布隨着事件解決，港菲關係將回復正常，港府即日起取消對菲制裁。

#### 外遊警示
香港保安局在2010年8月23日21時45分向菲律賓發出黑色外遊警示，雖不被港府視為制裁措施，但事件發生後首兩個月，菲律賓損失約4,000萬披索的旅遊收益。不過菲律賓旅遊部長阿爾伯托·林表示取消來香港旅遊的菲律賓人相對地比較多，事件可能對香港影響更慘重，可是無提供相關數據。雖然菲律賓來港旅行團大約減少50%，而根據香港旅遊發展局統計，2010年全年菲律賓到訪香港人數為56,111人次，比較2009年下跌13.8%，但是菲律賓僅佔全球各地到訪香港旅客的1.6%，而東南亞市場全年保持穩定增長，對比2009年更錄得雙位數字升幅。
據菲律賓旅遊局資料顯示，2011年首4個月到訪當地的遊客有近130萬人次，比較2010年同期升13.33%，但香港遊客卻下跌逾17%，只有不足40,000人次。菲律賓政府為了挽救當地旅遊業，在2011年3月向香港公關公司公開招標，展開名為「重拾香港公眾信心」的一年期推廣計劃，預算款項約為470,000港元，中標者需要有覆蓋香港及中國大陸市場兼且進取的推廣計劃，但是大部分公關公司認為計劃實在難以接手，是故招標反應不踴躍。
時任行政長官曾蔭權在2011年8月23日（即事件發生一周年）表明，香港政府等待菲律賓政府採取有效措施保障香港旅客的人身安全，讓香港市民到訪當地旅遊有信心時，才會考慮調整黑色外遊警示。中國駐菲律賓大使劉建超表示，香港實行高度自治，中央政府不會要求香港解除對菲律賓的黑色外遊警示，尊重及理解特區政府的決定，但是他希望雙方盡快回復正常交流。
菲律賓總統府發言人陳顯達在2013年8月代表總統阿基諾三世會見中港傳媒表示「不明白為何港府把菲律賓，與敘利亞等內戰國家同列為『黑色外遊警示』地區」，但強調決定權在港府。隨着港菲政府在2014年4月23日達成解決方案，包括菲律賓政府已採取了一系列保障旅客安全的措施，行政長官梁振英宣布即時解除對菲律賓實施的黑色外遊警示，香港保安局於當天17時恢復到事件發生前的黃色外遊警示級別，持續長達1339天。

#### 次主權爭議
鳳凰衛視評論員阮次山在2010年8月24日播出的節目《新聞今日談》中指曾蔭權沒資格致電阿基諾三世，「香港特首不是國家元首，何況胡錦濤也不可能打，這小題大做」，又謂「要菲律賓提出責任報告，誰有責任，關你香港什麼事？這個報告出來，保險公司可以賠多一點嗎？」然而香港教育學院社會科學系副教授沈旭暉反駁，香港作為次主權地區，行政長官致電菲律賓總統處理涉外事務合宜，更同時提醒了世界香港為次主權的地位，「曾蔭權的電話、他將議題主動交給公眾的策略，捍衛了一國兩制的尊嚴，鞏固了香港的國際空間，值得久違的掌聲」。
全國政協委員劉夢熊接受《亞洲週刊》訪問時批評阮次山食古不化，他指香港是國際奧委會、世界衛生組織、亞洲開發銀行、世界貿易組織及亞太經合組織等獨立成員，成員之間的領袖聯絡很平常，而且中華人民共和國中央政府是授權肯定香港有此國際地位，「曾蔭權是把香港旅客生命安全放在首位，合情、合理、合法。《基本法》也規定香港可以在中央授權下自行處理有關的對外事務」。不過，「次主權」卻衍生了香港涉外權的政治討論，中央政策組首席顧問劉兆佳於9月8日在報章撰文，指「次主權」雖然為近代學術界討論國際關係的新名詞，但是未有統一定義，亦未正式用於法律或者國際法層次，批評沈旭暉用詞不當，容易引起不必要的政治爭論和摩擦，更可能造成「有人有意將香港搞成為獨立政治實體」等猜疑。劉兆佳認為，曾蔭權直接致電阿基諾三世只是利用「亞太經合組織香港代表所建立的與其他國家領導人的人際關係」，是特事特辦的行動，與「次主權」無關。沈旭暉其後同意「次主權」宜在學術層面作討論。

### 中菲關係
事件發生後，中华人民共和国外交部派遣工作組赴菲協助使館善後，時任外交部長楊潔篪致電菲律賓外交部長羅慕洛表達不滿，要求菲方徹查事件，儘快通報有關詳細情況，全力搶救受傷人員，妥善處理善後事宜，並採取切實措施，確保在菲中國公民生命和財產安全。回國述職的中華人民共和國駐菲律賓大使劉建超在8月24日趕返馬尼拉，與香港派往當地善後的保安局副局長黎棟國，與阿基諾三世、副總統比奈及外交部長羅慕洛見面，就事件提出交涉，劉建超向對方表達中方對事件感到震驚，強烈譴責這次暴力事件，又要求菲方徹查事件、安排死傷者盡快返港、交回他們所有私人物件。會後，劉建超引述菲方已作出道歉，並承諾會盡快完成調查報告，而阿基諾三世亦表示在最終調查結果報告公布後，會派遣副總統及外長到北京及香港，向中方提交調查報告。
有報道指比奈及羅慕洛計畫在8月26日前往北京，27日轉到香港訪問，但中华人民共和国外交部發言人姜瑜在8月26日中午回應記者提問回答：「關於香港遊客在菲遭劫持事件，外交部及中國駐菲律賓使館一直與菲方保持着密切聯繫，多次向菲方強調中方立場……雙方保持着聯繫。我們認為，當務之急是要盡快把此事件調查清楚。」菲律賓外交部在當天下午發表聲明，指副總統比奈、總統府發言人陳顯達和內政部長羅布雷多原定當日啟程前往北京，但因仍未收到中國政府的確認，最終取消行程。
中華人民共和國駐菲律賓大使館發言人孫毅在8月31日澄清，中方沒有拒絕菲副總統訪華，菲方推遲訪華主要因最終調查結果沒有得出，強調不能將事件政治化，中菲兩國不希望事件導致兩國民眾的情感受到影響，雙方希望將事件對兩國影響降到最小，促請菲方能夠給予遇害者和當事人公正的答案。阿基諾三世在9月8日單獨與中國駐菲大使劉建超會面，強調菲律賓政府重視與中國的友好合作關係，菲方在處理人質事件問題上將與中方繼續通力合作，抓緊時間調查，不袒護，不隱瞞。劉建超則促請菲方作出客觀全面公正的調查報告，還事實真相，告慰死難者，並為今後處理類似事件積累經驗，妥善處理事件，化挑戰為機遇，使中菲關係繼續健康穩定發展，但中方在9月9日發稿當天，阿基諾三世在記者會表示香港行政長官曾蔭權在來信中教導他如何每件事要怎樣做，感到被冒犯。
中華人民共和国驻菲律宾大使馆与27日发表书面声明，抗议凶手棺木覆旗之举。声明指出，只有英雄以及人格高尚者才有资格在辞世后覆盖国旗。中国大使馆对于“冷血”枪手门多萨的棺木上覆国旗这一“令人愤怒”的行为表示“强烈愤慨”，并指此举玷污了菲律宾国旗。菲律宾总统府发言人稍后在广播节目中表示，在门多萨家乡市长的命令之下，门多萨家属已于下午5时移除棺木上的国旗。
菲律賓政府在9月20日將人質事件的首份調查報告副本，交予中國駐菲大使館，香港特區政府同日透過外交部駐港特派員公署收到報告。不過，菲律賓政府把報告先交給中國的做法卻引起國內爭議，菲眾議院議員兼多數黨領袖岡薩雷斯批評，此舉等同放棄菲律賓的主權，而眾議院兼少數黨領袖拉格曼亦指政府沒有即時公開調查報告，違反了菲律賓人民對透明度的需求，做法極不妥當。身兼調查委員會主席的司法部部長德利馬解釋，指把報告交給中方，是兩國高級官員同意的安排，並指報告是同步向菲律賓人民及中方公布，而阿基諾三世亦強調向中國提交報告副本，是避免出現誤傳及誤解，亦希望修補與中國政府的關係。
菲律賓總統阿基諾三世在10月11日公布覆檢報告後，菲方曾透露副總統杰约马尔·比奈及外長羅慕洛在10月18日至20日訪問北京及香港，解釋人質事件處理的結果，但報道指中方以無法在雙方事先確定的時間內會見或接待為由，再度婉拒菲方代表團訪華，加上中菲兩國在南海主權爭議針鋒相對，令兩國透過外交途徑解決事件的意欲不大。12月10日，菲方未有派員參加2010年諾貝爾和平獎頒獎禮，阿基諾三世其後表示，是考慮副總統杰约马尔·比奈正準備到北京說明人質事件的調查結果，而菲方正營救在中國大陸被判死刑的5名菲籍毒販，在考慮國家利益才認為不宜派員出席頒獎禮。最終，菲律賓旅遊部長阿爾伯托·林在12月16日訪問香港，但行程不包括訪問北京，只代表總統阿基諾三世向香港行政長官曾蔭權就事件表達歉意和極度遺憾。至於副總統比奈則於2011年2月18日抵達北京，與最高人民法院院長王勝俊和國務委員戴秉國會面，為即將被執行死刑的3名菲籍毒販求情，3人最終在3月31日被處決。
阿基諾三世在2011年8月30日至9月3日首次訪問中國，時任國務院總理溫家寶9月1日在中南海紫光閣接見阿基諾三世提出，希望菲律賓政府高度重視香港特區政府和民眾就人質事件的要求，並妥善處理相關問題。阿基諾三世回應則指出，菲政府和全國人民對慘劇深表遺憾，指菲政府正在認真處理善後事宜，願與中方繼續保持溝通，是中國領導人首次就事件向菲方公開表態。阿基諾三世的訪華行程不僅取得總值70億美元的經貿合同，更成功爭取中方開放更多人員赴菲旅遊，兩國亦同意將2012年至2013年定為「中菲友好交流年」。
中共中央總書記習近平在中共十八大上台後，2013年10月6日在亞太經合組織會議前會見香港行政長官梁振英，梁轉達了事件死者家屬和傷者的想法和要求，習近平即場指示國家有關部門跟進事件。外交部新聞發言人華春瑩翌日在例行記者會，透露中方已通過外交渠道向菲方表達立場，「敦促菲律賓政府高度重視受害者家屬要求和關切，採取切實有效措施，盡早拿出妥善解決問題的辦法」。
國務院總理李克強10月9日在汶萊出席東亞領導人系列會議時，與阿基諾三世簡短交談，期間闡述中國在南海問題上的原則立場，並提及馬尼拉人質事件拖延已久，牽動中國人民、特別是香港同胞感情，希望菲方高度重視並嚴肅處理事件，盡快合情合理解決。但菲律賓傳媒報道有關會面時，則指兩人僅談及南海主權爭議問題，隻字不提人質事件。

### 官員問責
馬尼拉警區首長馬格蒂貝在2010年8月25日上午口頭請辭，總統阿基諾三世接受他的辭呈，成為首位就事件負責下台的官員。雖然阿基諾三世公布的覆檢報告，決定起訴負責指揮營救人質行動的前馬尼拉警區首長馬格蒂貝、首都地區警察首長聖地亞哥、負責談判的警員耶夫拉，及特種武器和戰術部隊指揮官帕斯誇爾。不過，傳媒卻發現4人在事件發生一周年仍留守警隊，馬格蒂貝被調派到警隊的項目管理辦公室、聖地亞哥則調任警隊行動組的主管、耶夫拉則調派到反綁架組，而帕斯誇爾仍駐守馬尼拉警區。
菲律賓總統府在2011年4月1日宣布，革除副申訴專員岡薩雷斯的職務，指他處理革職警員門多薩的覆核申請延誤長達9個月，並涉嫌借覆核為名，向門多薩索取15萬披索，屬嚴重疏忽職守和嚴重行為失當，最終導致門多薩挾持及殺害多名香港人質，成為事件後被追究責任要求下台的首名菲律賓官員。時任申訴專員古鐵雷斯一直以「內部確認沒有錯失」為由，拒絕執行有關命令，但他於3月29日在國會彈劾壓力下辭職下台，接任的署理申訴專員奧蘭多·卡西米羅在4月13日正式命令岡薩雷斯停止職務。岡薩雷斯揚言會就革職令向最高法院提起申訴。

### 黑客事件及網上言論

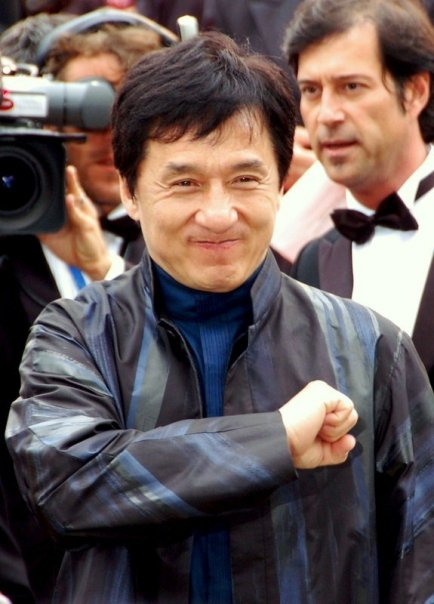
影星成龍在社交網站Twitter對事件發表不當言論，最終公開道歉

事发之后，大陆民众对事件发展給予广泛关注，绝大多数大陆民众表达了对遇难香港同胞的深切哀悼和对菲律宾警方营救不力的强烈悲愤，在各家微博中都有网民自发的悼念、祈福活动。而有個別網民反應負面認為遇難者死不足惜，甚至因人質沒有全部死去而感到失望，引發多數中國大陸網民強烈抗議。其中一名女子因在新浪微博上發表對被挾持者未有全部死亡的感受言論，激起香港和大陸網民憤怒並展開人肉搜索，所得到的資料在各大網站被轉載上千次，亦有人在Facebook上開設專頁，貼出該女子和更多人的負面言論記錄。
菲律賓布拉干省政府網頁，在8月27日被聲稱來自中國大陸的黑客入侵，背景音樂換上中華人民共和國國歌，又留下兩行字句批評菲國政府輕視中國公民性命，要求作出嚴正道歉。兩日後菲律賓新聞部網頁被黑客攻擊而不能運作，畫面只有被7z1黑客攻擊字樣，未知是否與事件有關。
影星成龍在2010年8月25日在社交網站Twitter，以英文表示願意在人質事件鬧得沸沸揚揚之際，向菲律賓人民伸出友誼之手，「香港是多元種族的社會，別擔心，我們沒有憎恨」，又為菲警方營救人質解釋，「如果警方一開始就擊斃挾持者，人們會說，怎麼不先談判？但如果警方先談判，人們又會問，怎麼不早些殺了挾持者？令人難過。」菲律賓總統府旋即回應，稱希望香港民眾也能像成龍一樣，向他們伸出友誼之手，事後成龍被網民批評為「力挺菲警」及「沒資格代表香港人」。成龍在8月27日發出聲明解釋，指文章內容是美國助手曲解所致，強調自己認為事件是「令人傷心的悲劇」，但不會因此仇恨菲律賓人，並指菲律賓警方指揮不當必須追究，但應留待專家去做，最後為自己「在網站上表達的感想不完整」造成公眾誤解和不滿致歉。
2011年8月23日，阿基諾三世在事件發生一周年堅拒道歉，香港歌手黃貫中在其微博中聲言：「那殘殺港人事件是兇徒一個的責任，他是不會向家屬道歉的，我操你媽的，那個人就是你！」，又語有所指稱：「誰要暗殺你，我出錢出力！第一個報名！有種就來香港，你敢嗎？」，事後有法律界人士認為言論可能構成刑事恐嚇，而黃貫中亦表明無意收回言論。

### 超強颱風海燕事件
2013年11月7日，超強颱風海燕襲擊菲律賓維薩亞斯群島，造成逾千人死亡，呼籲香港人捐錢籌款，但由於當時「馬尼拉人質事件」中尚未解決，不少香港人對賑濟有所保留。結果有個別人士透過各種渠道對菲律賓發放侮辱性的言論，甚至在街上看見有捐款的義工都給其他人高聲斥罵，還想報警控告那班義工「非法行乞罪」。儘管如此，香港政府仍撥款五千萬港元賑災，並暫緩推動對菲制裁，而一個月後談判又遇上阻力，香港政府表明不排除會按原定計劃實施制裁。《東方日報》引述政界人士揣測，菲外交部屬鷹派，立場強硬，颱風海燕使菲政府承受巨大壓力，鷹派藉此發難，為談判添阻。

### 时隔8年的道歉
2018年4月12日晚，时任菲律宾总统杜特尔特在香港访问时向公众表示：
菲律宾并没有就2010年8月发生的这一事件发表正式道歉……请允许我对中国人民表示，从我的内心深处，我作为菲律宾的总统，谨代表菲律宾人民，就此向你们正式道歉，我并尽可能地在此承诺，这绝不会再次发生。

## 公眾心理輔導
香港多個社福機構特別設立支援熱線，為因事件而感到情緒困擾的人士提供服務，當中包括災後心理輔導協會及香港紅十字會與香港心理學會的聯合熱線，香港明愛九龍社區中心亦於2010年8月29日舉辦情緒健康講座。社會福利署亦安排了臨床心理學家為康泰職員，包括主管及部門經理50多人舉行專題講座，並為康泰員工提供輔導專線，8月30日及31日為前線員工安排心理輔導講座，講解紓解情緒的技巧。
香港教育局在8月27日首度為學校提供創傷評估量表，供教師及家長評估是次事件對學生的影響，又提供輔導建議，協助他們處理學生的不安情緒，包括為親友或同學遭遇不幸的學生提供特別支援，協助他們面對創傷；對於大部分受到傳媒廣泛報道而影響的其他學生，當局則建議學校可參考當局提供量表，評估學生的生理及心理狀況，例如會否經常想起災難場面、反覆閃現創傷情景等，作出適切的輔導。

## 反面教材
馬尼拉特種武器和戰術部隊在事件上的差劣處理手法引起其他地區的軍警機構關注，被列為反面教材之一。

### 香港
多個香港警察單位（包括警察談判組、刑事情報科跟蹤組及跟蹤支援隊、機場特警組、反恐特勤隊及特別任務連等等）將馬尼拉人質事件列為反面教材。

### 中國大陸
中國人民武裝警察部隊四川省總隊在2010年9月16日舉行的年度反恐競賽閉幕演習中模擬挾持巴士事件，武裝警察設置了一塊貌似康泰旅行社旅遊巴士的紙牌，在車窗及車門等位置設有6名持槍劫匪紙牌。6名在150米外的狙擊手各開一槍，全部擊中紙牌的「頭部」，旁邊的人質紙牌没有絲毫損傷。廣東武警部隊在2010年10月為廣州亞運會舉行安保演練，以事件作為訓練項目，突擊隊員研究了4種破窗突入車廂方法，分別是爆破切割、鎢鋼突擊梯破窗、破窗錘破窗和攀登突擊車破窗，整個破窗進入過程不到10秒鐘。四川總隊司令部參謀黃曉平指出，馬尼拉人質事件是「全球反恐案例中最失敗的」，指出現場指揮混亂、當地警察質素亦太差劣，「鐵錘砸窗是讓人印象最深、最不可饒恕的低級錯誤」。
2010年11月23日，廈門市公安局特警大队模擬馬尼拉人質事件舉行表演練習。模擬两名歹徒劫持了1路公交车，在释放部分乘客后，駕駛前往泉州方向逃窜。经过多次谈判，歹徒拒绝释放其餘人质，情绪激动。支队一支大队在接收到命令后，一組前期侦查小组利用车辆及防弹盾为掩护，接近公交车尾部。隊員在掩护下，破坏公交车的气压系统，使车门解除闭锁状态。指挥部下令大隊强攻，击破车尾车窗及向车内投掷眩暈彈，突击队员迅速利用攀登梯及人梯从多个位置快速进入車廂，将歹徒控制，人质安全获救；整个過程只有几十秒钟。此前，大队为了明确公交车的内部构造，寻找有利處攻击点，到訪過公交及客车等相關公司，並到訪玻璃工厂，將玻璃帶返基地分解及试验，了解車窗玻璃构成及抗打击力。

### 台灣

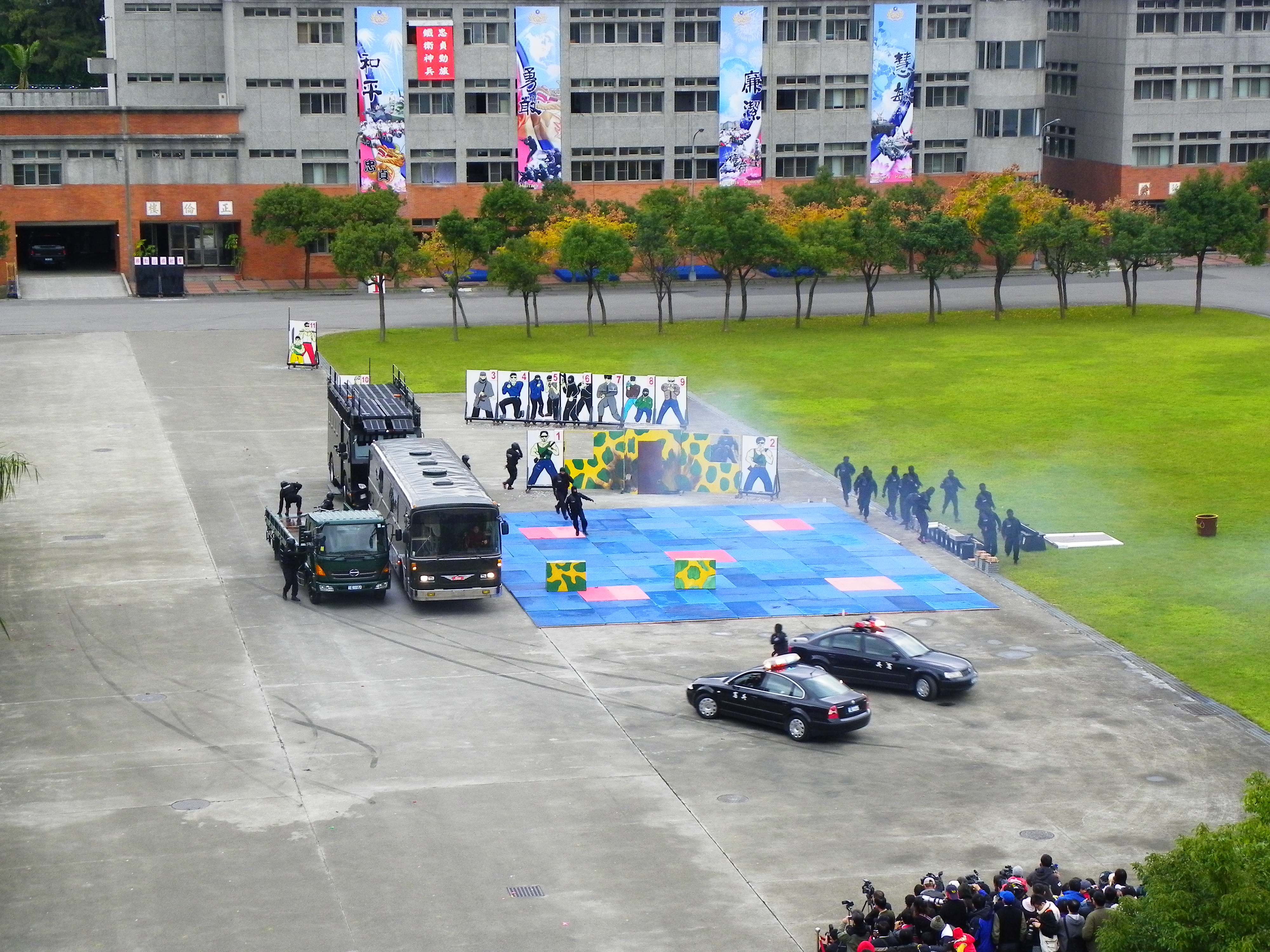
中華民國憲兵特勤隊以事件為藍本舉行反恐演習。

中華民國憲兵司令部在2011年1月13日預演全民國防營區開放部慶戰力展示活動，在操演中，當兩部憲兵警備車發現了一輛遊覽車遭到歹徒劫持時，立即展開追逐攔截，在成功迫使旅遊車停下後，立即與車上的歹徒談判，在答應歹徒要求贖金後，由憲兵特勤隊喬裝成為付款人員接近旅遊車車門，等候歹徒開門，同時另一隊特勤人員亦在車後待命。當歹徒一開門，狙擊手掌握機會將歹徒一槍斃命，同時也在遊覽車左側引爆炸藥引開車上其他歹徒的注意，一部運兵卡車從後方迅速駛到旅遊車右側，一整排以十字錘破窗，進入車上制伏其他歹徒，完成解救人質的行動。
台北市政府警察局在2010年10月15日為2010年臺北國際花卉博覽會的反恐演習，亦以今次事件作為藍本。

## 悼念活動

### 2010年

#### 香港
- 8月24日

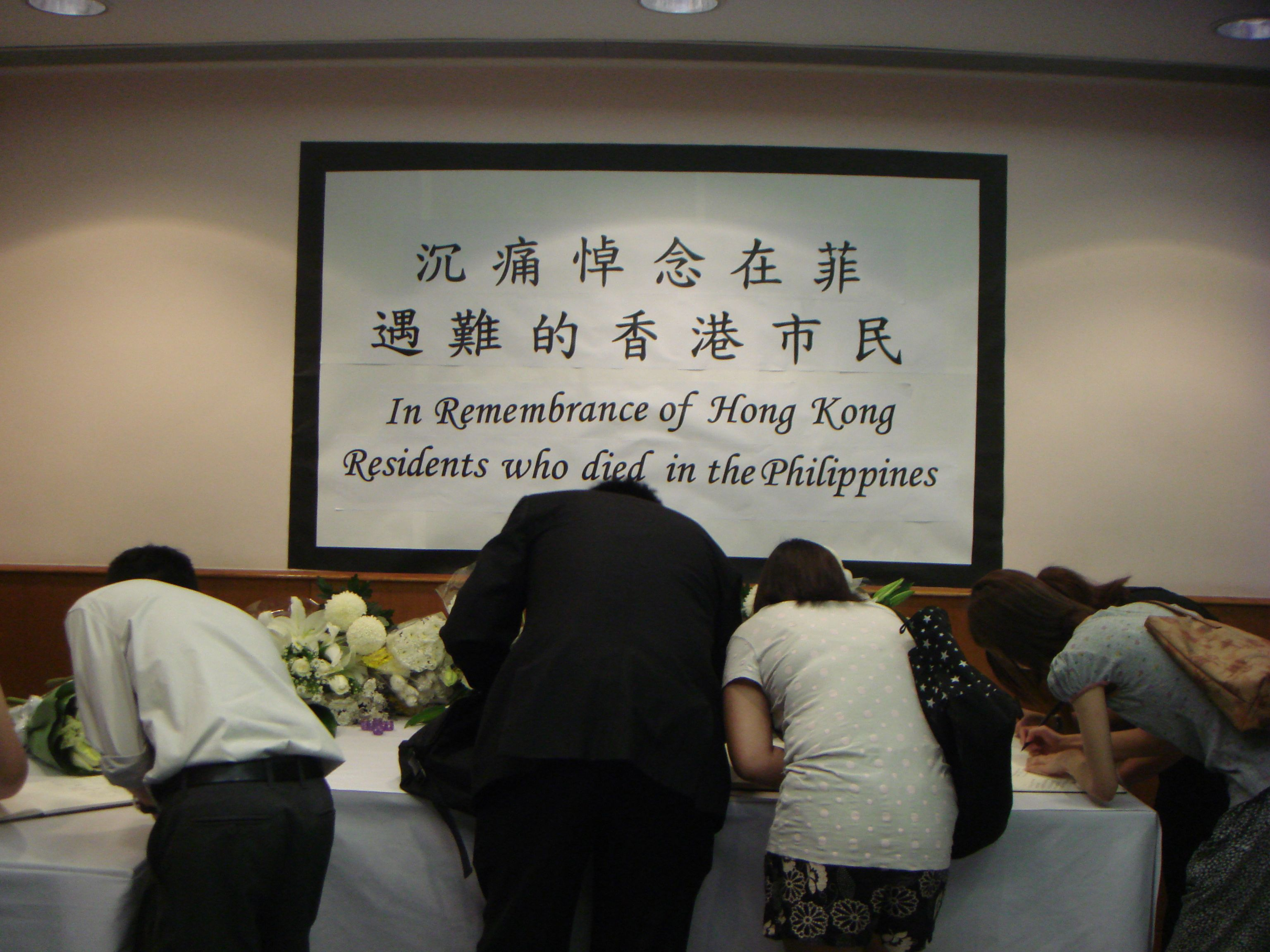
旺角綜合大樓內社區會堂設立的弔唁處

  - 行政長官曾蔭權宣佈把8月26日定為全港哀悼日。香港政府連續三天（24日至26日）在各政府建築物區旗下半旗志哀，主要官員取消不必要的公開活動。
  - 行政長官曾蔭權出席羅湖懲教所揭幕儀式前，為事件遇難者默哀，為事件發生後首次官方哀悼儀式[247]。
  - 政府在社交網站臉書設立「深切哀悼菲律賓遇害港人」專頁，發放當局處理事件及援助死傷者家屬的資訊，民政事務總署於全港18區設立弔唁冊，供公眾人士悼念遇難的港人[248]，共有近3萬8千人簽名[249]。
  - 香港網站及傳媒為了紀念死傷市民，決定將標誌改為黑白三天，香港各主要電視台包括無綫電視、有線電視、亞洲電視、now寬頻電視等將台徽改為黑白三天，而蘋果日報香港區網站、谷歌香港區網站、YAHOO香港、香港高登討論區、香港電台、香港政府一站通、香港討論區、Uwants等網站更換主題色調為灰階以示哀悼。
  - 香港交易所在早上9時50分開市前，由高層帶領數以百計交易員一齊起立默哀1分鐘[250]。
  - 幻彩詠香江在8月24日至26日暫停三天[251][252]。

- 8月25日

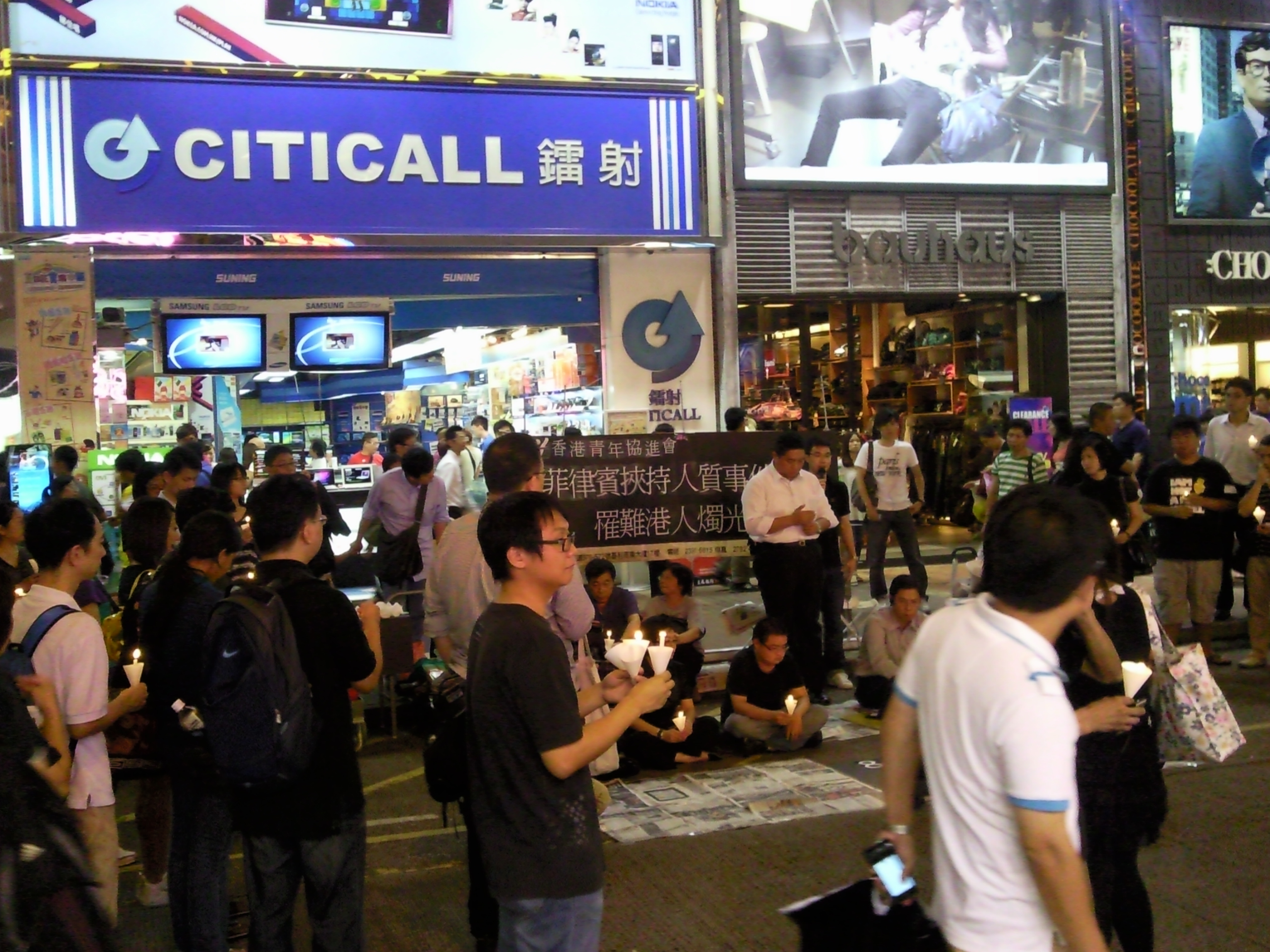
2010年8月25日晚上，香港青年协进会在九龍旺角西洋菜街与市民悼念事件死难者。

  - 遇害港人遺體及傷者連同家屬由港府包機接載返港。政務司司長唐英年率領主要官員，聯同中央駐港機構、解放軍代表，在香港國際機場慰問家屬，並在停機坪舉行悼念儀式[253]。
  - 逾百名居港菲律賓人到中環公教進行社參與彌撒，悼念在馬尼拉遇難的港人，並為傷者祈禱[254]。
  - 香港大學新生入學禮為死難者默哀[255]。

- 8月26日
  - 香港政府訂為全港哀悼日，行政長官曾蔭權8時率領司局長在灣仔金紫荊廣場出席升旗及下半旗儀式，並默哀3分鐘，現場有數百名市民參與活動，為金紫荊廣場首次舉行的官方下半旗及哀悼儀式。默哀期間，除緊急及出入境服務外，其他政府服務暫停，當值的政府人員在辦公地點參與默哀[256]。
  - 中國國務院公告香港政府及中央駐港機構的國旗下半旗志哀。
  - 香港各主要電視台台徽轉為黑白，香港各主要電視台高層人員於所屬總部率領員工舉行默哀儀式。無綫電視在下午3時在設於新界將軍澳電視廣播城總部舉行默哀儀式，全台過千名藝員及員工出席。亞洲電視則於12時在新界大埔工業邨的總部舉行3分鐘默哀儀式，全台300名職員（包括藝人）出席。有線電視員工穿上素衣於總部內為死難者默哀。[257][258][259]。
  - 東華三院宣布成立東華三院愛心教育基金，援助遇害家庭的遺孤，支付由現時至專上教育期間所需學費及其它教育開支，直至完成大學教育為止[260]。
  - 香港鐵路有限公司在全港17個地方設立弔唁冊，供員工悼念事件中遇害的汪子林，並表示會為汪綽瑤姊弟提供免費車票、教育及醫療協助直至成年[260]。
  - 天主教伍華中學為事件離世的校友梁錦榮及其兩名女兒舉行追思會，行政長官曾蔭權伉儷及不少市民出席，當日教堂坐滿近600人[261]。

- 8月27日

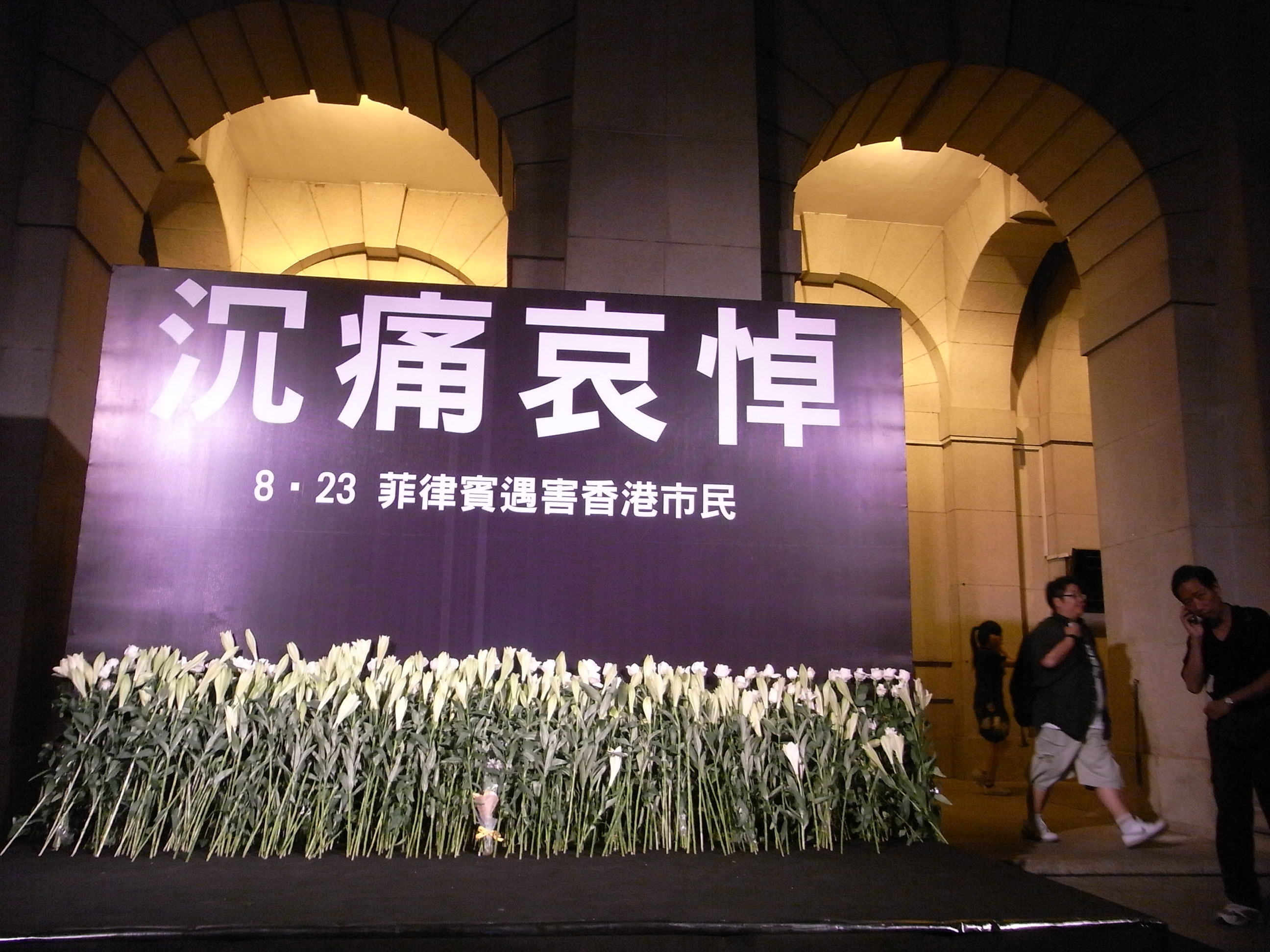
工聯會2010年8月27日晚上在皇后像廣場舉行悼念會

  - 工聯會於19時在中環皇后像廣場舉行悼念會，共約500人參加，主要是旅遊業界人士。
  - 600名網民亦自發在遮打花園舉行「哀悼港人在菲遇害暨抗議菲政府燭光晚會」，不同宗教的神職人員在場為死傷者禱告，場內並有人舉起「子彈無情、人間有愛，為港人平反」的標語[262]。
- 8月28日
  - 行政長官曾蔭權在香港電台向全港市民發表《香港家書》，哀悼事件的死難者。
  - 香港基督教團體全城更新在中環遮打花園舉行追思會，特首曾蔭權率領官員參與默哀，菲律賓駐港副領事羅克在會上代菲國人民向香港市民致歉[263]。

- 8月29日
  - 天主教香港教區在各區的50間教堂舉行特別彌撒，為馬尼拉挾持事件的死傷者及其家屬祈禱，出席彌撒的菲律賓駐港總領事館副領事，呼籲在港的菲律賓人為死傷者祈禱。數百名菲律賓外傭早上在遮打道行人專區，為死難者祈禱[264]。
  - 香港立法會多個政黨發起悼念823慘案遊行，哀悼馬尼拉人質事件中八名遇難港人，以及要求菲律賓政府徹查事件。隊伍下午3時由維多利亞公園出發，前往中環遮打花園。遊行全程靜默，主辦者呼籲參加者避免有種族歧視的語言。[265]立法會主席曾鈺成代表全體議員帶領參加者默哀3分鐘，並發言表示對慘劇感到非常震驚和悲痛，對罹難的港人表示沉痛哀悼，向傷者及其家屬致以深切慰問，促請特區政府嚴正要求菲律賓政府嚴查真相，公開道歉，同時直接參與徹查行動。大會表示，當日共有8萬人參與遊行。警方則統計遊行開始時約有26000人參加，最高峰時約有3萬人[266]。
- 8月31日
  - 香港消防處在尖沙咀消防局官員會所舉行追思會，悼念事件中遇難的文職人員楊綺琴[267]。
- 9月1日
  - 為香港學校開課日，香港多所學校在開學禮上為事件中的死難者默哀。[268]
  - 死難者之一的梁頌儀，生前就讀的香港管理專業協會李國寶中學在開學禮上舉行默哀儀式，並設置悼念壁報，讓同學貼上心意卡悼念頌儀[269]。
- 9月2日
  - 康泰旅行社於晚上7時半，在葵青劇院舉行追思會，悼念在事件中殉職的領隊謝廷駿，9時前只接待謝廷駿的親友、康泰職員和預先登記的旅遊界人士，晚上9時半後則開放予公眾入場[270]。
  - 香港立法會舉行特別會議討論議員劉健儀提出的「本港旅行團在菲律賓被挾持事件」議案，並且在會議舉行前默哀1分鐘，悼念事件的死難者。議案稱立法會對「菲律賓政府是次拯救人質的行動明顯出現重大錯失，以致港人被無辜殺害」，表達強烈不滿，並促請特區政府嚴正要求菲政府盡快調查，並積極爭取直接參與徹查行動及公開調查報告、要求菲政府向死傷者及其家屬作出公開道歉及賠償、從速採取措施向傷者、倖存者及死傷者家屬支援、制訂應變機制處理類似事件，以及與旅遊界商討跟進工作。議案最終獲得通過[271]。
- 9月3日
  - 香港管理專業協會李國寶中學為梁頌儀舉行追思會，開放師生、校友、家長及公眾出席[269]。
- 9月4日
  - 香港甲組足球聯賽揭幕，在香港大球場舉行南華對公民的賽事，所有票房收入不扣除任何開支，全數捐贈事件遇害者家屬，雙方球員在比賽前默哀，當天共有逾4,300名球迷入場，籌得逾10萬港元善款[272][273]。同日在大埔運動場舉行的和富大埔對港會的賽事，雙方球員在賽前亦為事件死難者默哀[274]。
- 9月5日
  - 香港國際社會服務社少數族裔人士支援中心在灣仔修頓球場，為事件遇難者舉行追思會，包括多位政府官員及領事等幾十人出席[275]。

#### 菲律賓
- 8月25日，菲律賓政府定為「全國哀悼日」，全國所有政府機構，包括所有駐外大使館和領事館下半旗誌哀[276][277]。
- 8月31日，政府於7時45分在現場舉行跨宗教聯合追思法會及悼念彌撒，約5,000人參加。台灣佛光山心定和尚帶領17位法師，為死者和生還者誦經，祈求社會消除戾氣。天主教馬尼拉總教區總主教羅薩萊斯其後主持祈禱，並在旅遊巴士停靠位置灑聖水，馬尼拉市200多名警員輪流進入祭壇獻花、點燃蠟燭，場面莊嚴。菲律賓司法部長德利馬及馬尼拉市長林雯洛參與儀式[278][279]。
- 9月5日，逾500人在馬尼拉以集體踩單車的方式，悼念事件中遇難的香港遊客。他們在門多薩登上旅遊巴士的名勝聖地牙哥堡短暫停留，為死難者默哀2分鐘[280]。
- 9月23日，菲律賓帕賽市舉行彌撒，紀念事件發生一個月。菲律賓國民警察總長率領警察出席[281]。

#### 加拿大
8月24日，加拿大外交部長勞倫斯·坎農（Lawrence Cannon）發表聲明，代表加拿大政府和全體國民向事件中遇難者家屬致以深切慰問，並表示加拿大駐菲律賓大使館人員將與菲律賓當局合作以確認事件是否牽涉加拿大公民。

#### 澳門
- 8月24日，澳門行政長官崔世安致函曾蔭權，哀悼遇難香港市民[283]。
  - 澳門網站馬交網際百科更換標誌為黑白色調兩星期哀悼事件[284]。

#### 中国大陆
- 8月25日，中國2010年上海世界博覽會菲律賓館在開館前舉行1分鐘默哀儀式，同日部分互動娛樂表演取消[285]。
- 8月26日，中國2010年上海世界博覽會香港館館內工作人員分批自發默哀3分鐘[286]。

### 2011年

#### 香港
- 7月1日，香港政府宣佈，向其中3位英勇犧牲的團友（梁錦榮、傅卓仁、謝廷駿）追授金英勇勳章，表揚其捨身救人之高尚情操。
- 7月26日，香港政府出版的《香港年報2010》以圖輯方式悼念事件遇難者[287]。
- 10月29日，香港行政長官曾蔭權在禮賓府向梁錦榮、傅卓仁和謝廷駿追頒金英勇勳章，由梁頌學等死者家屬代表接受[288]。

#### 菲律賓
- 8月23日
  - 事件發生一周年，遇難領隊謝廷駿的家屬及生還者李瀅銓在黎剎公園舉行佛教儀式，悼念事件中的死難者。已辭職的菲律賓旅遊部長阿爾伯托·林、中國駐菲律賓大使館代表出席，而馬尼拉警察總長路加维拿（Roberto Rongavilla）亦率領約100名旅遊警察及爆炸品處理人員到場參與儀式[289][290]。事件發生時的談判專家薩爾瓦多、綁匪門多薩的胞弟格雷戈里奧·門多薩在儀式完結後，亦有到場悼念死難者[291]。
  - 菲律賓國家警察總部早上舉行彌撒悼念事件死者，約500名警察及當地華人團體出席[292]。

## 影視作品
- 無綫電視翡翠台在2011年2月13日播放的《我的2010》第4集，前康泰旅行社總經理劉美詩在專訪中提到處理事件的感受[293]。
- 無綫電視劇集《飛虎》，部分原來劇情以事件為題材，有關劇份在2011年3月於前啟德機場拍攝，講述由馬國明飾演的悍匪杜天宇登上旅遊巴士，挾持苟芸慧、盧宛茵等人飾演的角色，要求警方釋放扮演其妻子姚美玲的賈曉晨，最終悍匪因妻子重傷不治而狂性大發[294]。拍攝情況被傳媒廣泛報道後，無綫決定將旅遊巴士劇份悉數刪除[295]，有關劇份改為講述悍匪劫持旅行社小輪，最終由飛虎隊營救[296]。
- 歷史頻道於2011年以本事件為題材製作記錄片《歷史亞洲：馬尼拉人質屠殺》，當中更訪問部分生還人質及參與營救的菲律賓警員及談判專家。[297]。
- 國家地理頻道於2011年亦以本事件製作紀錄片《人質屠殺內幕》（Inside Hostage Massacre），其中訪問李瀅銓、李奕彪、阿貝托·盧邦等人質，亦包括門多薩弟弟格雷戈里奧，參與行動的談判專家耶夫拉等人[298]。
- 無綫電視劇集《白色強人II》，部分原來劇情以事件為題材，有關劇份講述由邵卓堯飾演的悍匪林家權在金紫荊廣場內登上旅遊巴士，挾持人質並用釘槍射傷司機，後來醫護人員急救時因聽到由韋家雄飾演的何秉光的電話鈴聲，令悍匪想念前妻的思念之情，最後經過談判後釋放所有人質，而悍匪亦投降被捕。
- 《槍口下_823人質事件》

## 外部連結

### 香港政府
- 保安局：外遊警示制度 （页面存档备份，存于）
- 深切哀悼菲律賓遇害港人 （页面存档备份，存于）facebook專頁
- YouTube上的港旅行團在菲遭挾持 (23.8.2010)（繁體中文）
- YouTube上的菲律賓人質事件八港人死 (23.8.2010)（繁體中文）
- YouTube上的菲律賓挾持香港旅行團事件 (23.8.2010)（繁體中文）
- YouTube上的行政長官曾蔭權：市民應互相扶持共度難關（繁體中文）
- YouTube上的曾蔭權促菲交代挾持事件（繁體中文）
- YouTube上的誌哀：行政長官弔唁菲律賓挾持事件遇害的香港市民（繁體中文）
- YouTube上的港或調查馬尼拉港人死因（繁體中文）
- YouTube上的唐英年：徹查港人在菲遇難真相（繁體中文）
- YouTube上的深切悼念馬尼拉挾持人質事件遇難者 (15.11.2010)（繁體中文）
- 公務員通訊第79期 （页面存档备份，存于），2010年11月

### 菲律賓政府
- （英文）首份人質事件調查報告 （页面存档备份，存于）
- （英文）覆檢報告 （页面存档备份，存于）
- （英文）第二份人質事件調查報告

### 傳媒專輯
- （繁體中文）香港電台新聞專題 - 康泰團馬尼拉遭挾持流血告終 （页面存档备份，存于）
- （繁體中文）《明報》：馬尼拉人質慘劇（页面存档备份，存于）
- （繁體中文）文匯網：港人旅巴菲國遇劫 （页面存档备份，存于）
- （简体中文）中新网--香港一旅行团在菲律宾被劫持 （页面存档备份，存于）
- （简体中文）腾讯新闻专题：香港游客在菲律宾被劫持 （页面存档备份，存于）
- （简体中文）南都网专题：香港游客菲律宾被劫 （页面存档备份，存于）
- （简体中文）《联合早报》网专题：香港游客在菲律宾遭劫持 （页面存档备份，存于），web-archive、archive.today （页面存档备份，存于）
- （简体中文）BBC中文网专辑：港客马尼拉遭劫持事件 （页面存档备份，存于）

### 網上影片
- 菲律賓警方圍攻被挾持港人旅行團巴士全過程23/8/2010 Part 1 （页面存档备份，存于）、Part 2 （页面存档备份，存于）、Part 3 （页面存档备份，存于）、Part 4 （页面存档备份，存于）、Part 5 （页面存档备份，存于）